# Saale
Die Saale oder Sächsische Saale, früher auch Thüringische Saale oder (seltener) Vogtländische Saale, ist ein Fluss in Bayern, Thüringen und Sachsen-Anhalt. Sie ist ein orografisch linker und bei einer Länge von 413 km nach der Moldau der zweitlängste Nebenfluss der Elbe. Mit einem mittleren Abfluss von 117 m³/s nimmt sie in der Rangfolge der wasserreichsten Nebenflüsse knapp vor der Havel ebenfalls Platz zwei hinter der Moldau ein. Die Saale entwässert von der Quelle bis zur Mündung ein Gebiet von 24.167 km².
Seit 1990 sind die unteren 124 km der Saale eine Bundeswasserstraße, die von der Wasserstraßen- und Schifffahrtsverwaltung des Bundes (Wasserstraßen- und Schifffahrtsamt Magdeburg) betreut wird.
Die größten Städte an der Saale sind Halle mit etwa 240.000 Einwohnern, Jena mit etwa 110.000 Einwohnern und Hof mit knapp 50.000 Einwohnern.

## Name
Die Saale entspringt im Fichtelgebirge in Oberfranken.
Zur Unterscheidung von der ebenfalls in der Region Franken, genauer in Unterfranken entspringenden Saale (bezeichnet als Fränkische Saale) wird sie in Bayern offiziell Sächsische Saale genannt. Sie berührt zwar das ehemalige Königreich bzw. den Freistaat Sachsen nicht, durchfließt aber nach dem Verlassen von Oberfranken
- die Gebiete der ehemaligen Sächsischen bzw. Ernestinischen Herzogtümer im heutigen Thüringen,
- das Gebiet des ehemaligen Obersächsischen Reichskreises, der vom 16. bis ins 19. Jahrhundert existierte,
- Thüringen,
- und die ehemalige preußische Provinz Sachsen, deren Gebiet heute zum größten Teil zu Sachsen-Anhalt gehört.

Die Bezeichnungen Vogtländische Saale und Thüringische Saale sind weniger geläufig. Je weiter im Verlauf der Saale nach Norden, desto mehr wird der Fluss lediglich als Saale bezeichnet.
Die Saale wurde um ca. 973 vom Ibrahim ibn Yaqub, einem Reisenden jüdischen Glaubens aus dem Kalifat von Córdoba in Spanien, unter dem Namen S.lawa erwähnt.
Eine Erklärung des Flussnamens erwägt die Ufergehölze aus Weiden (Salix) als Herkunft.
Auffällig ist aber die in verschiedenen Regionen auftretende Verbindung der Wortstämme ‚saal‘ und ‚hall‘ mit Salzvorkommen. Die Verbindung beider Wortstämme wird durch die keltischen Sprachen deutlich, so heißt Salz auf Walisisch ‚halen‘:
- Bei Salzburg mündet die Saalach, an der Bad Reichenhall liegt, in die Salzach. Die Schifffahrt auf der Salzach[6] reichte früher bis Hallein, zum Abtransport des dort gewonnenen Salzes – auf kaiserliche Anordnung von 1333.
- Hall in Tirol hieß bei seiner Ersterwähnung 'Salina', und auch Schwäbisch Hall entstand an einer Salzquelle.
- An der Fränkischen Saale, erstmals im Jahr 777 unter den Namen Sala und Salu in einem Fuldaer Urkundenbuch erwähnt, liegen die Salzorte Bad Neustadt (um die karolingische Pfalz Salz[7]), der benachbarte heutige Ort Salz und Bad Kissingen.
- Der Leine-Nebenfluss Saale kommt aus Salzhemmendorf
- Ihr slawischer Name Solawa, der heute noch in der sorbischen Literatur Verwendung findet, enthält die slawische Variante des indoeuropäischen Wortes für Salz, vgl. Tschechisch ‚sůl‘ und Polnisch ‚sól‘.

So besehen ist Halle an der Saale nichts weiter als die Salzstadt am Salzfluss.
In Zusammensetzungen mit dem Flussnamen als Bestimmungswort fiel im klassischen Gebrauch das Endungs-e weg. Beispiele sind Saalfeld, Saalburg, Saalbahn, Saalgärten (Rudolstadt), Saalweg (Jena), Saalwiesen (Schwarzenbach/Saale) oder Saalkreis (bis 2007). In neuerer Zeit wird häufiger davon abgewichen, wohl auch, um Bezüge zum Substantiv Saal zu vermeiden. So heißt auch der Kragenkreis um Halle seit einigen Jahren Saalekreis.

## Verlauf

### Quelle

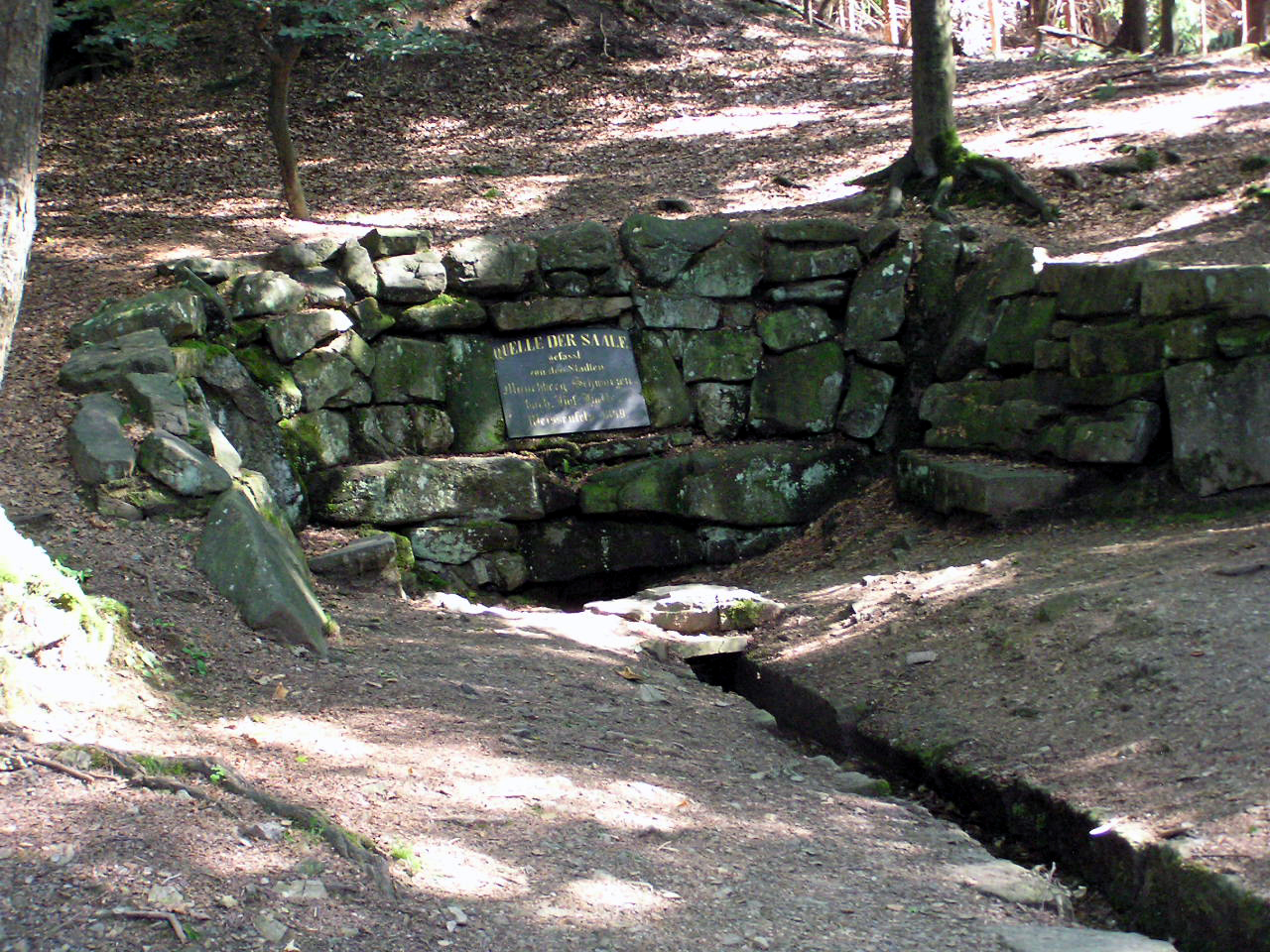
Saalequelle am Waldstein

Die Saale entspringt im Fichtelgebirge zwischen Zell und Bad Weißenstadt am Nordwesthang des Großen Waldsteins. Sie liegt auf 707 m ü. NN. An dem mit rohen Granitblöcken verblendeten ehemaligen Mundloch eines Bergwerksstollens ist eine Syenitplatte angebracht mit der Inschrift: „Quelle der Saale, gefasst von den Städten Münchberg, Schwarzenbach, Hof, Weißenfels, Halle 1869“. Die Initiative zum Umbau des Mundloches zur offiziellen Saalequelle ging von der Stadt Münchberg aus und die in der Inschrift erwähnten Städte beteiligten sich an den Kosten. Das gesamte Areal ist heute ein geschütztes Naturdenkmal. Die Saalequelle ist Ausgangspunkt des 427 km langen Radwanderwegs Saale.

### Oberlauf

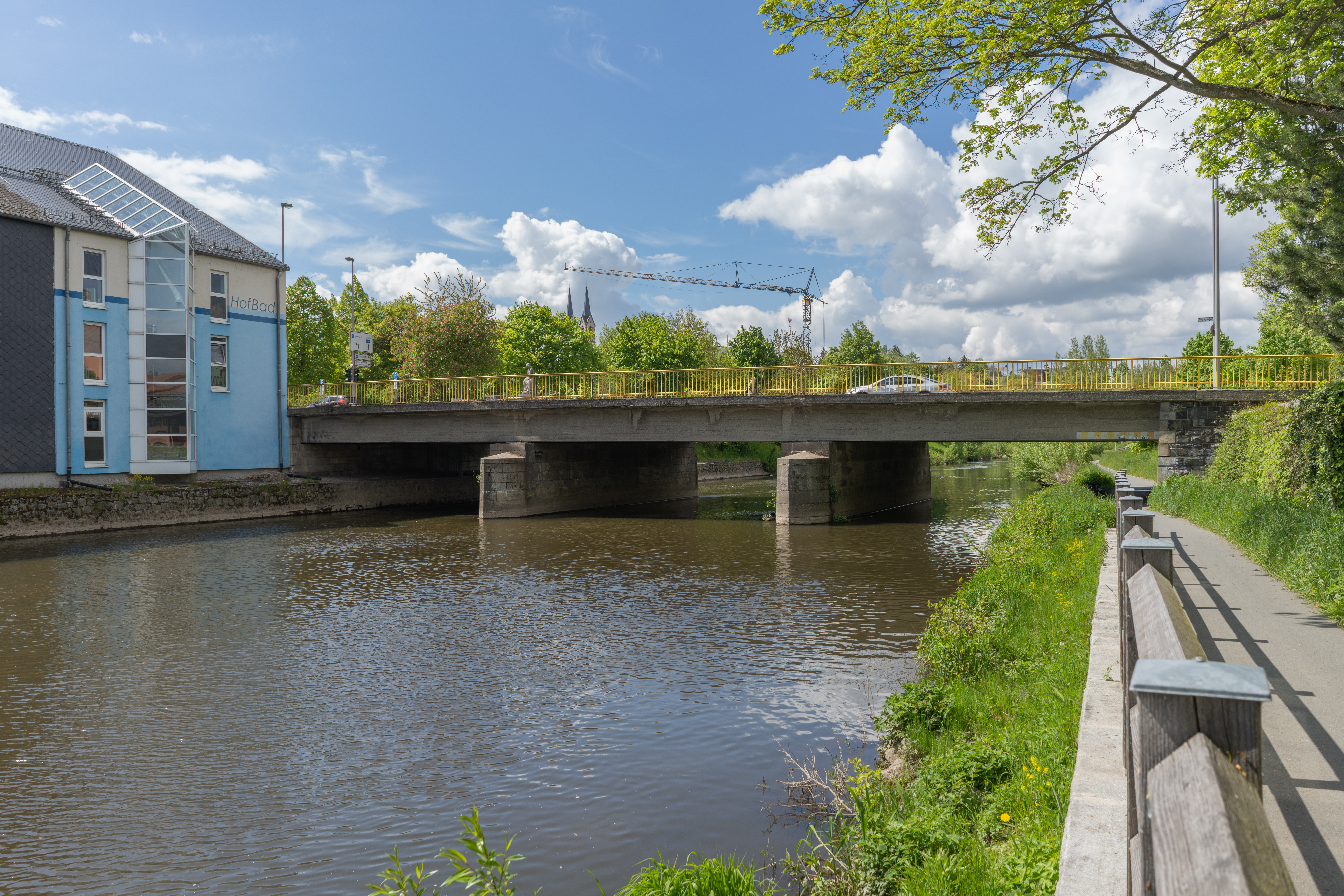
Saale in der Innenstadt von Hof

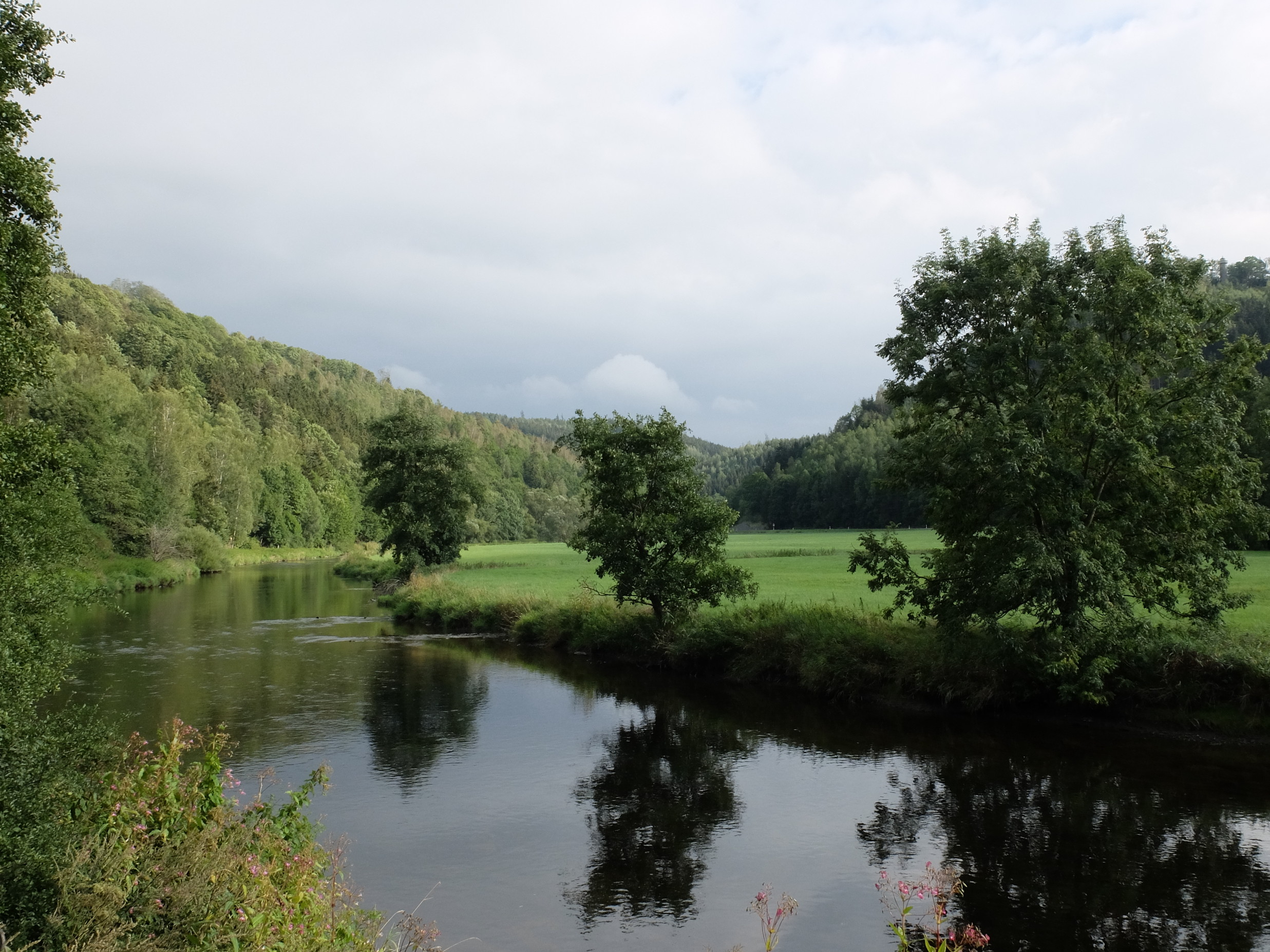
Die Saale ist bei Blankenberg Grenzfluss zwischen Thüringen und Bayern

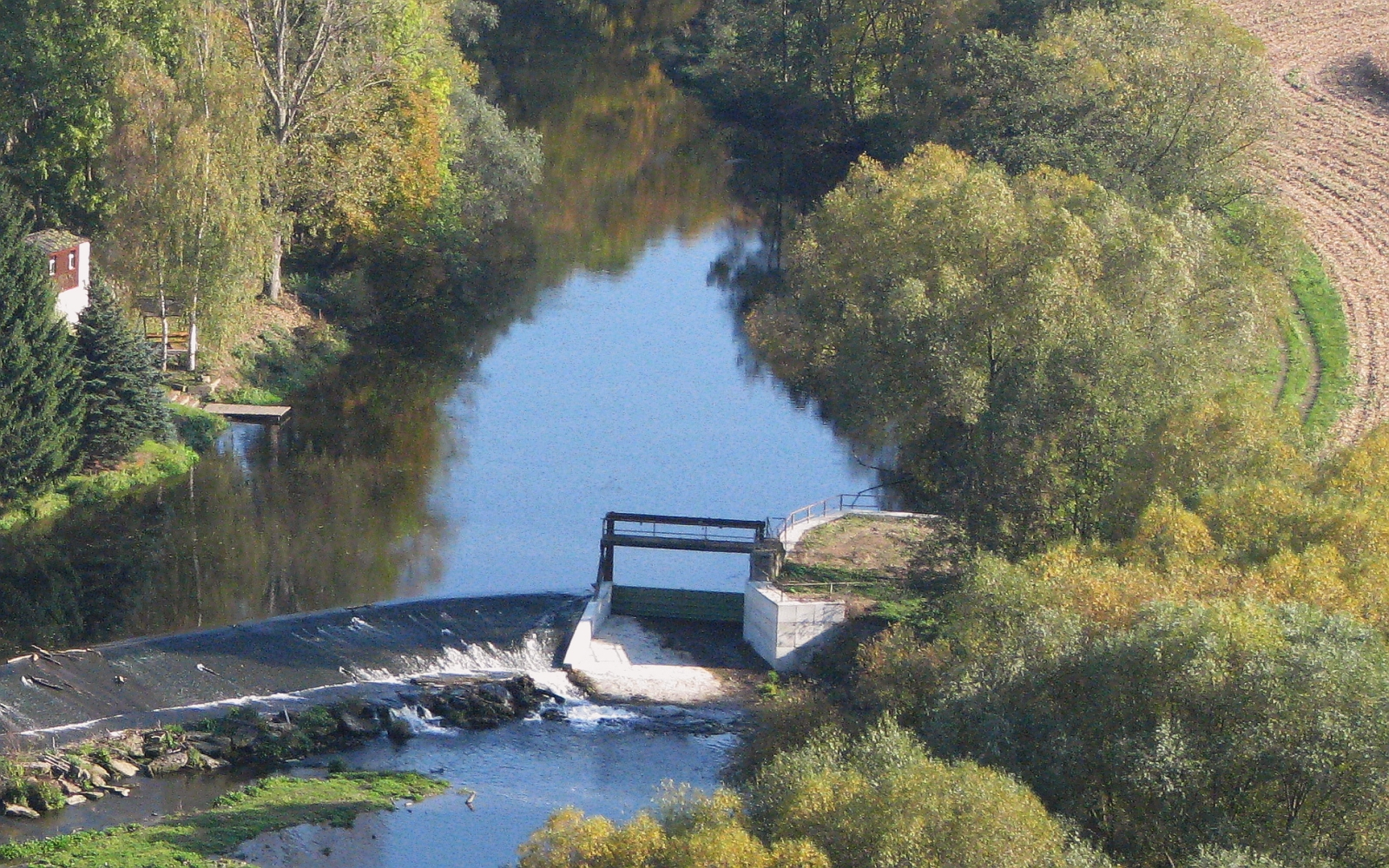
Wehr bei Dornburg

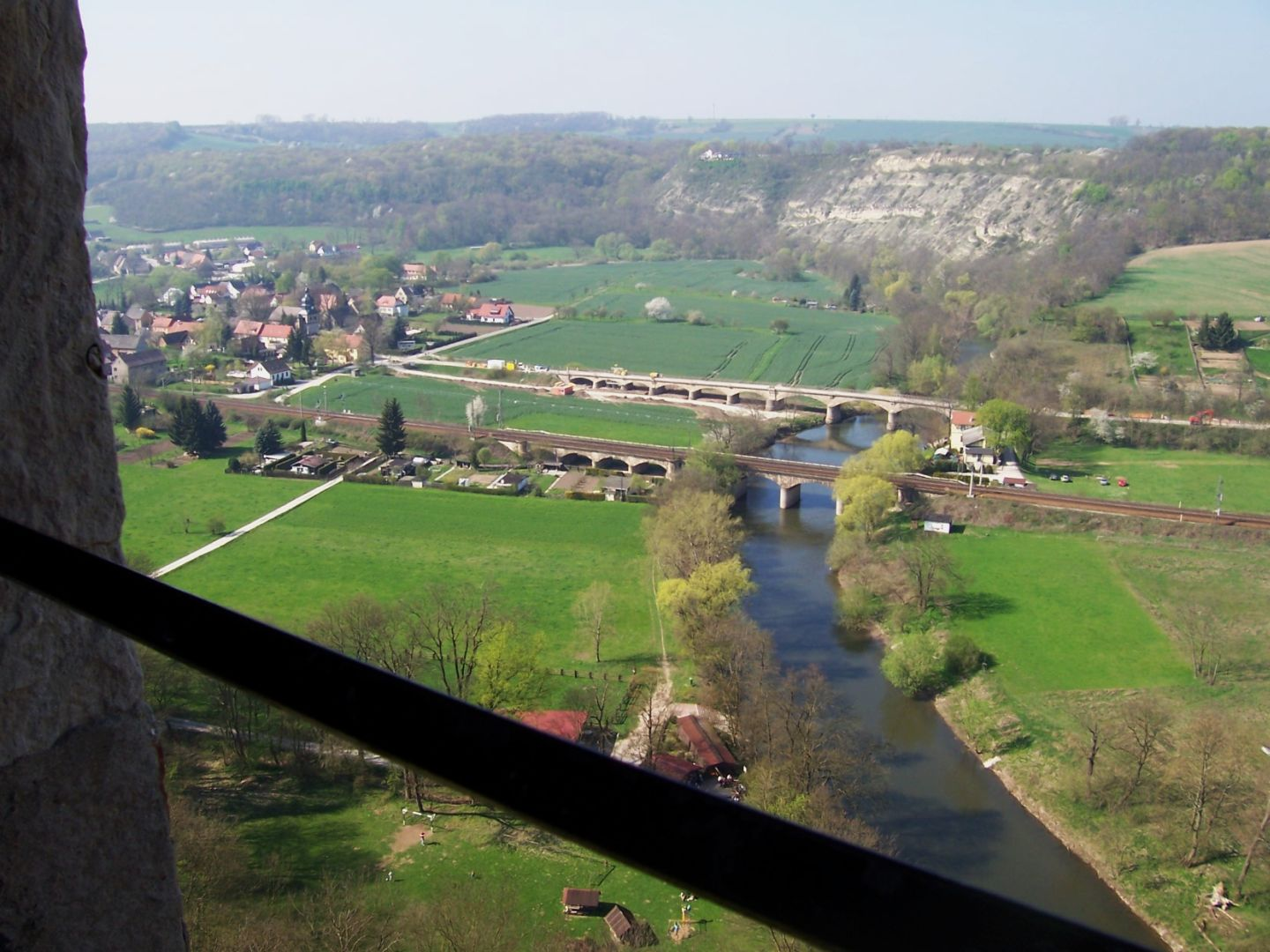
Saale bei Saaleck

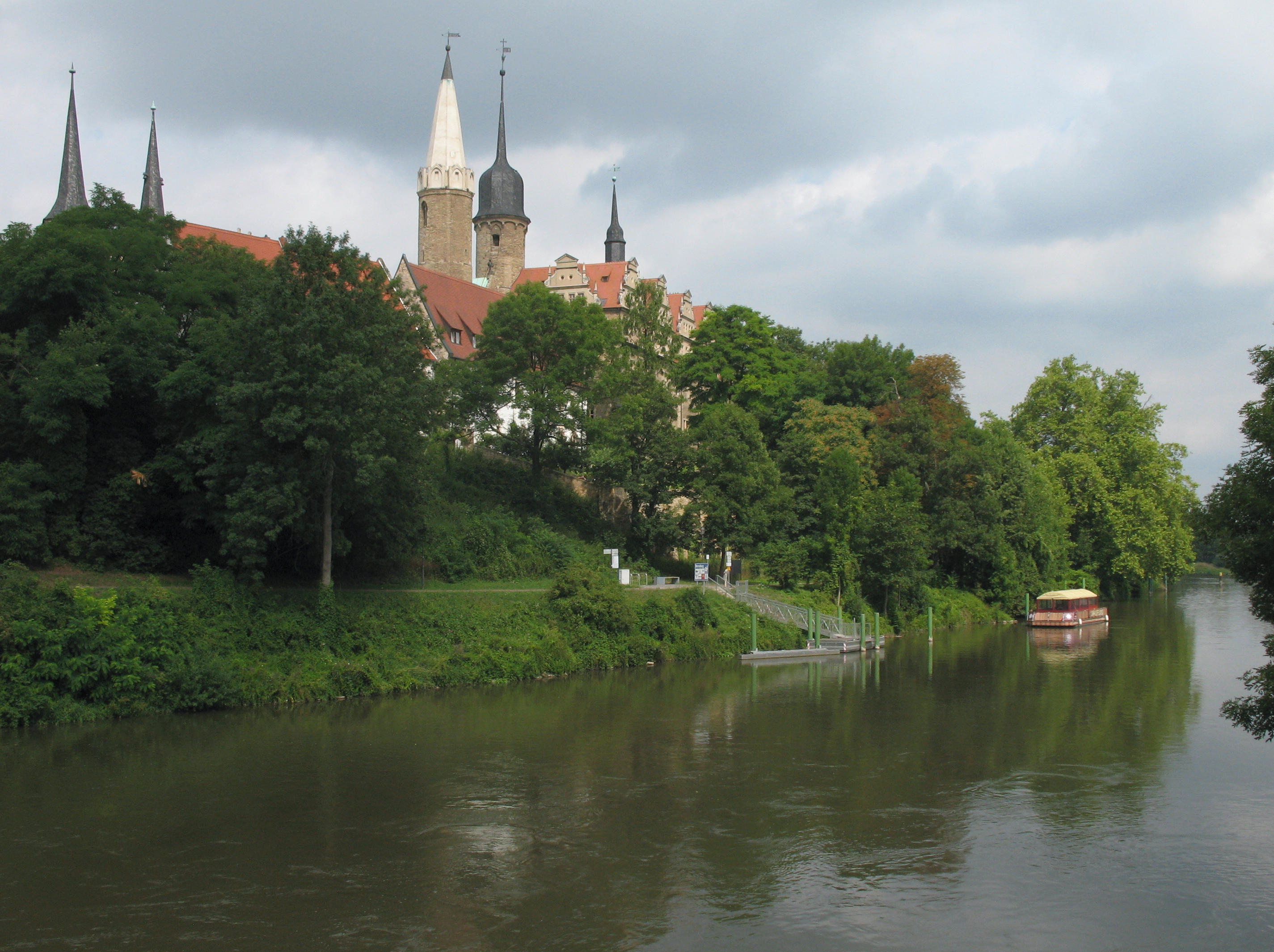
Saale in Merseburg

Zwischen Zell und Hof, auf der Münchberger Hochfläche, fließt die Saale relativ langsam dahin. Zwischen der Einmündung des Tannbachs und der Selbitz bildet sie die Grenze zwischen Bayern und Thüringen, ehemals Teil der innerdeutschen Grenze. Anschließend verläuft die Saale quer durch das Thüringer Schiefergebirge. Dort fließt sie durch fünf Kaskaden; die größten dortigen Stauseen sind der Hohenwarte-Stausee und der Bleiloch-Stausee.
Der Bereich der mittleren Saale beginnt bei Kaulsdorf-Weischwitz mit dem Austritt des Flusses aus dem Thüringer Schiefergebirge und dem Durchbruch durch die Randplatten des Thüringer Beckens. Der Fluss berührt dort unter anderem Saalfeld, Rudolstadt und Jena.
Bei Naumburg nimmt die Saale die Unstrut auf, die mit 192 km der zweitlängste Nebenfluss der Saale ist.

### Unterlauf
Nach dem Austritt aus dem Naturpark Saale-Unstrut-Triasland in Weißenfels beginnt der Unterlauf der Saale. Aber noch unterhalb von Halle wird das Saaletal von Anhöhen begleitet, die dem östlichen Harzvorland zugerechnet werden. Der Ochsenberg in Halle-Kröllwitz hat 119,2 m über NHN, Trotha Unterpegel in 200 m Entfernung 69,36 m über NHN. Nördlich von Halle-Trotha werden in bis zu 2 km von der Saale 141 m bzw. 164 m (Lerchenhügel) über NHN erreicht. Die höchste zwischen dem unteren Saaletal und der Leipziger Tieflandsbucht gelegene Erhebung ist der Petersberg mit 250,4 m über NHN. Die Diemer Mark bei Rothenburg erreicht einen Kilometer westlich des Flusses 163,4 m über NHN, der Wasserspiegel der Saale liegt bei Rothenburg Unterpegel bei 61,4 m über NHN. Am Nordrand von Bernburg erreicht das Gelände noch 100 m über NHN, gegenüber einem Saalespiegel von 56,7 m bei der Altstadt. Erst bei Nienburg fließt die Saale wirklich in einer Ebene.
Im Altpleistozän floss die Saale von Naumburg in Richtung Zwenkau, teilte sich bei Lützen in den Leipziger und den Schkeuditz-Lützener Saalearm und nahm südlich von Zwenkau die Weiße Elster auf. Sie vereinigte sich nördlich von Leipzig mit der Mulde, erreichte aber schon zu Beginn der Elster-Kaltzeit im Mittelpleistozän den Leipziger Raum nicht mehr. Seitdem fließt sie über das heutige Weißenfels in nördliche Richtung, während ihr ehemaliges Flussbett von der Weißen Elster benutzt wird (Leipziger Saalearm).
Südlich von Halle liegt die ökologisch wertvolle Saale-Elster-Aue, im halleschen Stadtgebiet befinden sich mehrere Inseln und Felsen am Ufer (Klausberge, Kröllwitzer Felsen mit dem Saaledurchbruch) und der Giebichenstein mit der Burgruine. Unterhalb von Halle passiert die Saale die Steilufer der Brachwitzer Alpen, Wettin und die Rothenburger Sandsteinfelsen aus dem Oberkarbon und Bernburg.
Die Saale mündet bei Barby in die Elbe.

## Wasserbau

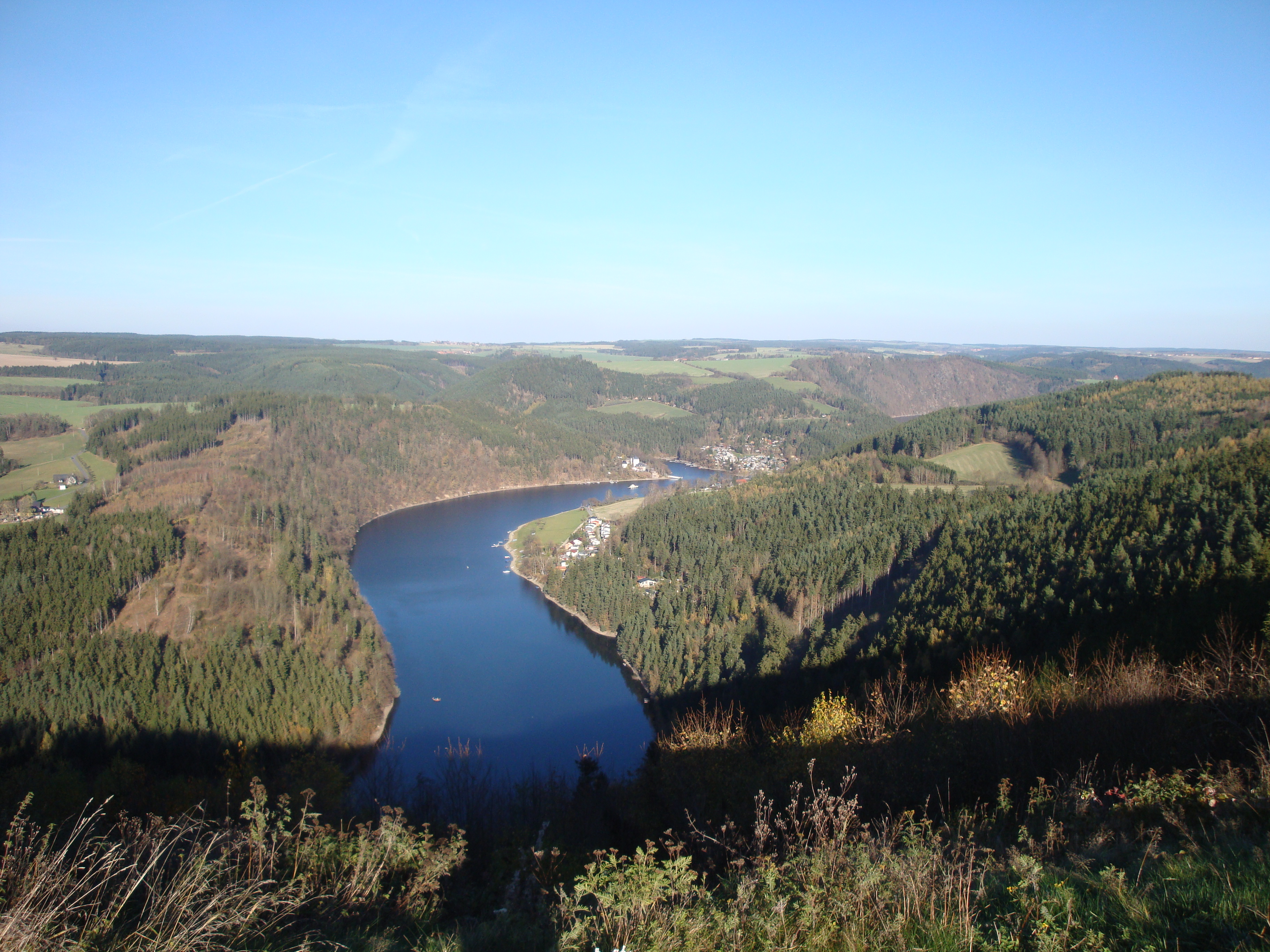
Abschnitt des oberen Teils des Hohenwarte-Stausees

### Stauseen
Am Oberlauf der Saale liegen in dieser Reihenfolge folgende Stauseen:
- Bleilochtalsperre
- Talsperre Burgkhammer
- Talsperre Walsburg
- Hohenwartetalsperre
- Talsperre Eichicht

Sie bilden die Saalekaskade, den zweitgrößten Verbund von Wasserkraftwerken in Deutschland.

### Laufwasserkraftwerke

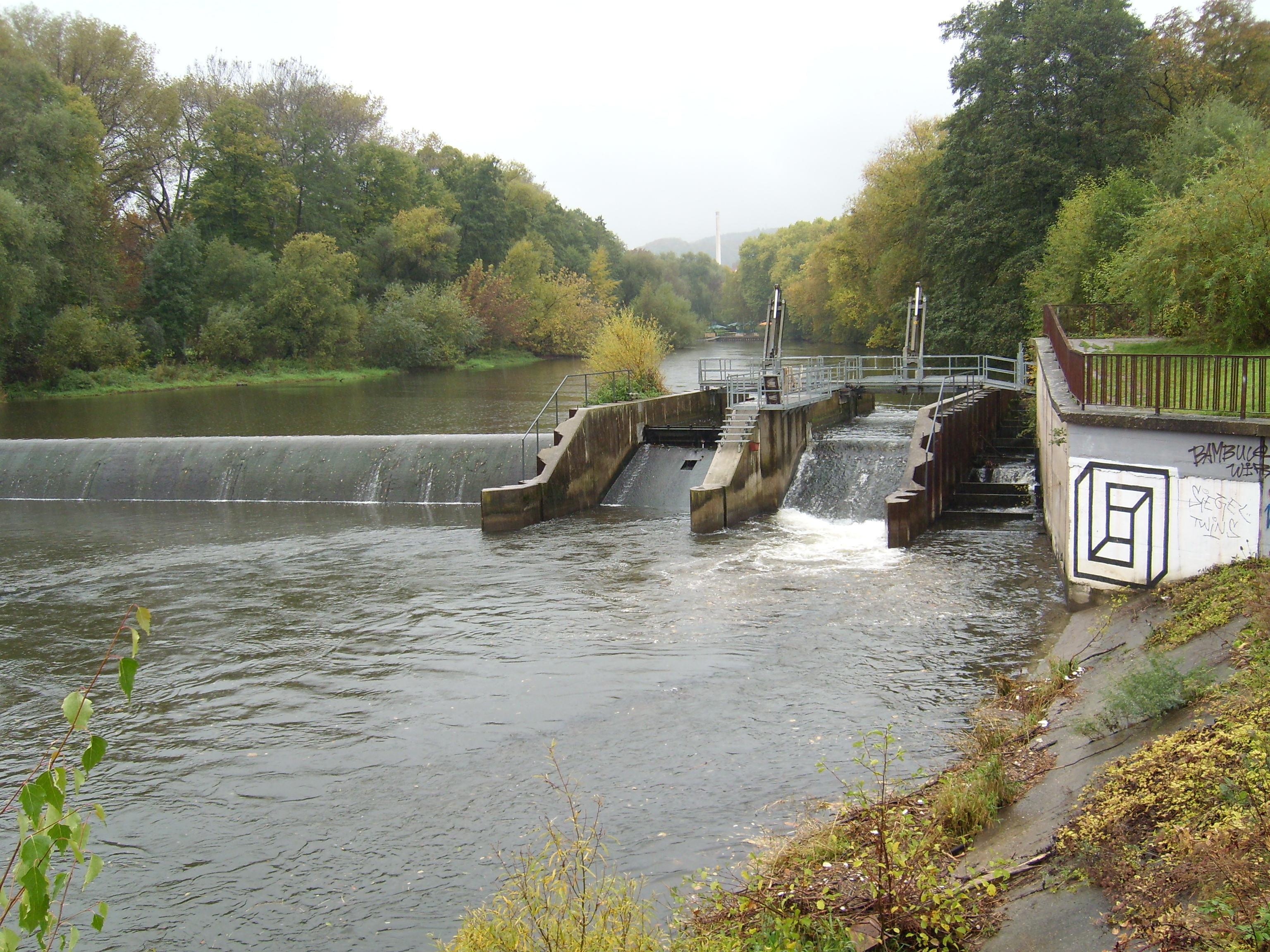
WKW Paradieswehr in Jena

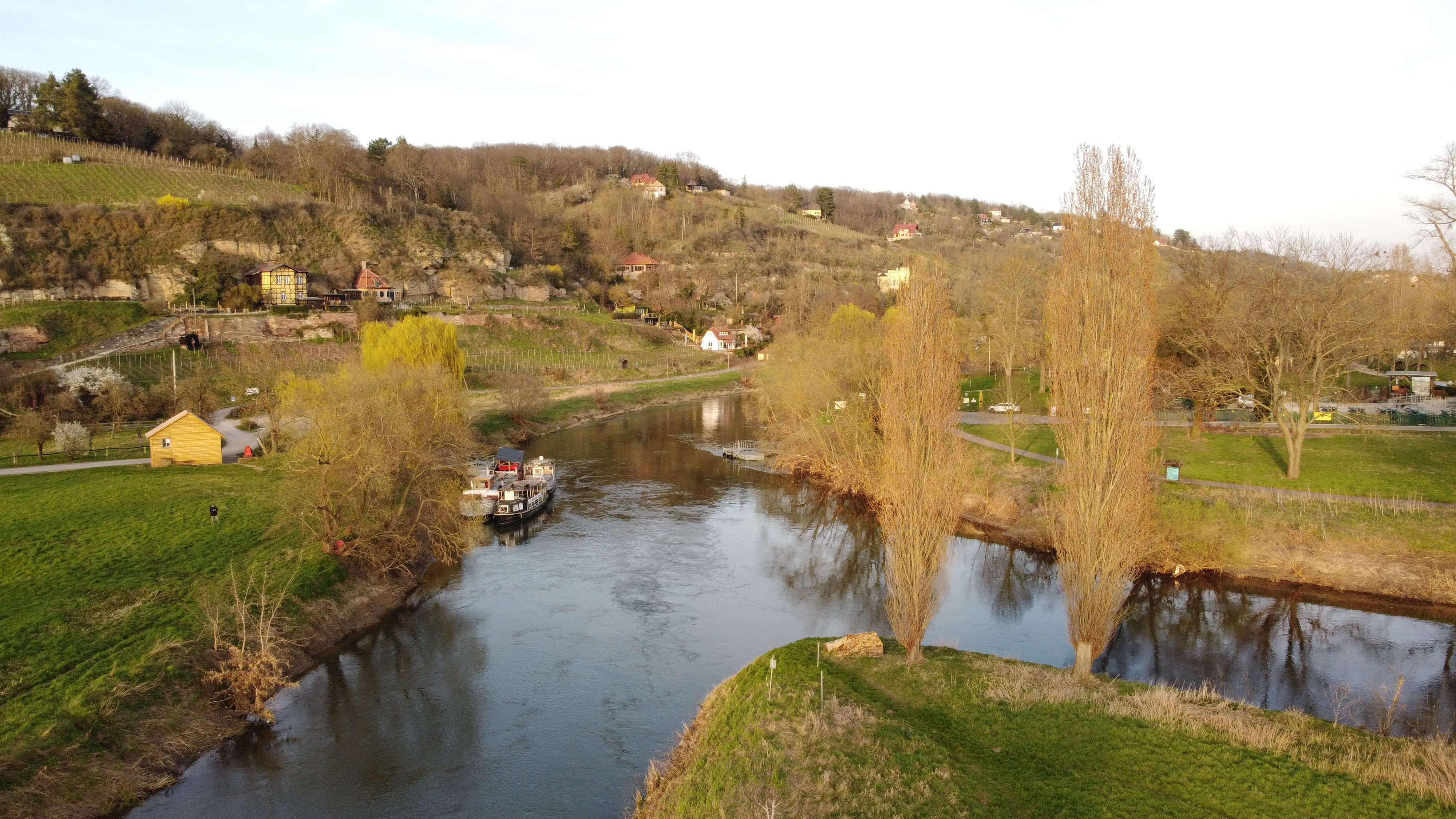
Bei Naumburg mündet die Unstrut (links) in die Saale (rechts)

Sowohl am Rasenmühlenwehr als auch am Paradieswehr in Jena befinden sich Wasserkraftanlagen. Sie wurden 1999/2000 an den bestehenden Wehren errichtet. Vorher befanden sich an den Wehren Schleusen für die Flößerei.
In Halle besteht beim Ortsteil Planena eine Wasserkraftanlage, zwei weitere sollen an den Wehren Pulverweiden und Trotha entstehen.
Weitere Laufwasserkraftwerke gibt es in Unterpreilipp, Uhlstädt, Jena-Burgau, Döbritschen und Camburg sowie in Walsburg, in der alten Pappenfabrik Ziegenrück und im Wasserkraftmuseum Ziegenrück.

## Nebenflüsse
Das Flusssystem der Saale zeichnet sich durch drei große Nebenflüsse aus, Unstrut, Weiße Elster und Bode. Deren Nebenflüsse sind oft bedeutender als die meisten direkten Nebenflüsse der Saale.
| Name                                    | Lage   | Länge in km | EZG in km² | MQ in l/s        | Mündung                                               | GKZ       |
| --------------------------------------- | ------ | ----------- | ---------- | ---------------- | ----------------------------------------------------- | --------- |
| Sächsische Saale oberhalb des Haidbachs | rechts | 008,5       | 0016,7     |                  | nordwestlich von Sparneck                             | 56-111000 |
| Haidbach                                | links  | 006,7       | 0021,1     |                  | nordwestlich von Sparneck                             | 56-112000 |
| Pulschnitz                              | links  | 011,4       | 0028,1     |                  | westlich von Weißdorf-Oppenroth                       | 56-114000 |
| Ulrichsbach                             | links  | 006,9       | 0017,3     |                  | westlich von Weißdorf-Oppenroth                       | 56-116000 |
| Förmitz                                 | rechts | 006,8       | 0014,1     | 00320 (14,5 km²) | oberhalb Schwarzenbach-Förbau                         | 56-117600 |
| Lamitz                                  | rechts | 022,5       | 0068,9     | 00242 (26,3 km²) | Fattigau                                              | 56-119200 |
| Schwesnitz                              | rechts | 025,2       | 0102,6     | 00673 (84 km²)   | Oberkotzau                                            | 56-120000 |
| Ölsnitz                                 | links  | 014,3       | 0037,3     | 00325 (36,2 km²) | Hof                                                   | 56-132000 |
| Südliche Regnitz                        | rechts | 033,8       | 0114,8     | 00877 (92,5 km²) | Hof                                                   | 56-140000 |
| Krebsbach                               | rechts | 006,4       | 0011,2     | 000              | Hof-Nord                                              | 56-151800 |
| Nördliche Regnitz                       | rechts | 007,7       | 0041,8     | 000              | Hof-Unterkotzau                                       | 56-152000 |
| Göstrabach                              | links  | 011,8       | 0036,2     | 000              | oberhalb Köditz-Saalensteins                          | 56-154000 |
| Tannbach                                | rechts | 008,7       | 0029,0     | 000              | oberhalb Hirschbergs                                  | 56-156000 |
| Ehrlichbach (Wedenbach)                 | rechts | 00,0        | > 10,0     | 000              | Hirschberg                                            | 56-157?   |
| Lehestenbach                            | rechts | 00,0        | > 10,0     | 000              | oberhalb Hirschberg-Sparnbergs                        | 56-158000 |
| Selbitz                                 | links  | 036,8       | 0245,6     | 03000 (213 km²)  | Blankenstein bei Bad Lobenstein                       | 56-160000 |
| Lemnitz                                 | links  | 000,0       | 0046,7     | 000              | unterhalb Harras                                      | 56-172000 |
| Friesau                                 | links  | 000,0       | > 10,0     | 000              | gegenüber Bad Lobenstein-Saaldorf                     | 56-173?   |
| Pößnigsbach                             | rechts | 000,0       | > 10,0     | 000              | oberhalb Saalburgs (Bleilochtalsperre)                | 56-173?   |
| Triebisbach                             | rechts | 000,0       | > 10,0     | 000              | Saalburg (Bleilochtalsperre)                          | 56-173?   |
| Wettera                                 | rechts | 000,0       | 0058,2     | 000              | Gräfenwarth (Bleilochtalsperre)                       | 56-174000 |
| Retschbach                              | links  | 000,0       | > 10,0     | 000              | östlich Remptendorfs (Bleilochtalsperre)              | 56-176(?) |
| Wisenta                                 | rechts | 055,0       | 0175,7     | 01240 (158 km²)  | Walsburg bei Schleiz (Talsperre Walsburg)             | 56-180000 |
| Plothenbach                             | rechts | 000,0       | 0039,5     | 000              | Ziegenrück                                            | 56-192000 |
| Debra                                   | rechts | 000,0       | 0031,7     | 000              | Ziegenrück                                            | 56-194000 |
| Otterbach                               | links  | 000,0       | 0054,2     | 000              | unterh. Ziegenrück                                    | 56-196000 |
| Schlingengrund                          | rechts | 000,0       | > 10,0     | 000              | nördlich von Altenbeuthen (Behinn Hohenwarte-Stausee) | 56-197?   |
| Lothrabach                              | links  | 000,0       | > 10,0     | 000              | oberhalb Hohenwartes (Hohenwarte-Stausee)             | 56-197?   |
| Loquitz                                 | links  | 033,7       | 0364,3     | 03830 (362 km²)  | Kaulsdorf                                             | 56-200000 |
| Gißrabach                               | links  | 000,0       | > 10,0     | 000              | Saalfelder Höhe-Reschwitz                             | 56-311?   |
| Weira                                   | rechts | 000,0       | 0022,7     | 000              | Saalfeld/Saale                                        | 56-312000 |
| Schwarza                                | links  | 053,0       | 0507,0     | 04690 (341 km²)  | Rudolstadt-Schwarza                                   | 56-320000 |
| Schaalbach                              | links  | 000,0       | > 10,0     | 000              | Rudolstadt                                            | 56-331?   |
| Remdaer Rinne                           | links  | 000,0       | 0085,4     | 000              | Rudolstadt                                            | 56-332000 |
| Haselbach                               | links  | 000,0       | > 10,0     | 000              | Uhlstädt-Kirchhasel-Kirchhasel                        | 56-333?   |
| Schadebach                              | rechts | 000,0       | 0019,4     | 000              | Uhlstädt-Kirchhasel-Kolkwitz                          | 56-334000 |
| Wiedabach                               | links  | 000,0       | 0029,6     | 000              | Uhlstädt-Kirchhasel-Zeutsch                           | 56-336000 |
| Krebsbach                               | rechts | 000,0       | 0017,0     | 000              | Uhlstädt-Kirchhasel-Niederkrossen                     | 56-338000 |
| Hüttener Grund                          | rechts | 000,0       | > 10,0     | 000              | Uhlstädt-Kirchhasel-Niederkrossen                     | 56-339?   |
| Orla                                    | rechts | 035,0       | 0258,2     | 01350 (255 km²)  | Freienorla                                            | 56-340000 |
| Dehnabach                               | links  | 000,0       | > 10,0     | 000              | Großeutersdorf                                        | 56-351?   |
| Leubengrund                             | rechts | 000,0       | > 10,0     | 000              | Kleineutersdorf                                       | 56-351?   |
| Reinstädter Bach                        | links  | 000,0       | 0061,0     | 000              | Kahla                                                 | 56-352000 |
| Pürschützer Tal                         | rechts | 000,0       | > 10,0     | 000              | Schöps-Jägersdorf                                     | 56-353?   |
| Forellenbach Bach aus Altendorf         | links  | 000,0       | 0030,1     | 000              | Schöps                                                | 56-354000 |
| Leutra                                  | links  | 000,0       | > 10,0     | 000              | Jena-Maua                                             | 56-358(?) |
| Roda                                    | rechts | 034,0       | 0262,3     | 01180 (254 km²)  | Jena-Lobeda                                           | 56-360000 |
| Felsbach                                | links  |             | < 10,0     | 000              | Jena-Burgau                                           | 56-371?   |
| Pennickenbach                           | rechts | 000,0       | < 10,0     | 000              | Jena-Wöllnitz                                         | 56-371?   |
| Ammerbach                               | links  | 000,0       | > 10,0     | 000              | Jena-Süd                                              | 56-371?   |
| Leutra                                  | links  | 000,0       | 0037,7     | 000              | Jena-West                                             | 56-372000 |
| Gembdenbach                             | rechts | 000,0       | > 10,0     | 000              | Jena-Wenigenjena                                      | 56-373?   |
| Steinbach                               | links  | 000,0       | < 10,0     | 000              | Jena-Löbstedt                                         | 56-373?   |
| Gönnerbach                              | links  | 010,0       | 0019,7     | 000              | Neuengönna bei Jena                                   | 56-374000 |
| Gleise                                  | rechts | 019,0       | 0066,4     | 000              | Golmsdorf bei Jena                                    | 56-376000 |
| Tautenburger Tal                        | rechts | 000,0       | 0023,9     | 000              | Dorndorf-Steudnitz                                    | 56-378000 |
| Tümplingbach                            | rechts | 000,0       | > 10,0     | 000              | Camburg-Tümpling                                      | 56-379?   |
| Ilm                                     | links  | 129,0       | 1042,7     | 05890 (894 km²)  | Großheringen bei Naumburg                             | 56-380000 |
| Unstrut                                 | links  | 192,0       | 6364,2     | 30300 (6218 km²) | Naumburg                                              | 56-400000 |
| Wethau                                  | rechts | 030,0       | 0238,1     | 01010 (205 km²)  | Naumburg                                              | 56-520000 |
| Rippach                                 | rechts | 027,0       | 0171,6     | 000              | Dehlitz                                               | 56-540000 |
| Ellerbach                               | rechts |             | 0042,2     | 000              | Bad Dürrenberg                                        | 56-55?    |
| Geisel                                  | links  | 023,3       | 0252,4     | 00517 (208 km²)  | Merseburg                                             | 56-560000 |
| Luppe                                   | rechts | 025,0       | 0158,8     | 00054            | Schkopau                                              | 56-580000 |
| Laucha                                  | links  | 020,2       | 0100,7     | 000              | Schkopau                                              | 56-59?    |
| Weiße Elster                            | rechts | 257,0       | 5154,0     | 25100 (4939 km²) | Halle                                                 | 56-600000 |
| Roßgraben                               | links  | 008,4       | 0000,0     | 000              | Halle                                                 | 56-71?    |
| Saugraben                               | links  | 003,0       | 0000,0     | 000              | Halle                                                 | 56-71?    |
| Hechtgraben                             | links  | 003,0       | 0000,0     | 000              | Halle                                                 | 56-71?    |
| Götsche                                 | rechts | 015,3       | 0049,1     | 000              | Halle                                                 | 56-71?    |
| Salza                                   | links  | 048,2       | 0568,0     | 00991 (547 km²)  | Salzmünde bei Halle                                   | 56-720000 |
| Schlenze                                | links  | 015,0       | 0111,9     | 000              | Friedeburg                                            | 56-74(?)  |
| Schlackenbach                           | links  |             | 0033,2     | 000              | Alsleben                                              | 56-75?    |
| Bach aus Schackstedt                    | links  |             | 0020,3     | 000              | Friedeburg                                            | 56-75?    |
| Wipper                                  | links  | 085,0       | 0650,0     | 02400 (544 km²)  | Bernburg                                              | 56-760000 |
| Fuhne                                   | rechts | 059,0       | 0673,0     | 000              | Bernburg                                              | 56-78(?)  |
| Bode                                    | links  | 169,0       | 3229,0     | 12600 (3200 km²) | Nienburg                                              | 56-800000 |
| Tränkegraben                            | rechts |             | 0023,8     | 000              | Calbe-Trabitz                                         | 56-9?     |
| Taube                                   | rechts | 035,0       | 0414,7     | 000              | Barby                                                 | 56-9?     |

## Flora
Bei freier Entwicklung der Flora ohne menschlichen Einfluss ergäbe sich laut Bundesamt für Naturschutz eine potenzielle Vegetation aus Hainsimsen- und Buchenwäldern am Oberlauf, Traubeneichen- und Hainbuchenwäldern sowohl am Mittellauf wie am linkssaalischen Unterlauf und Stieleichen- und Hainbuchenwäldern am rechtssaalischen Unterlauf.

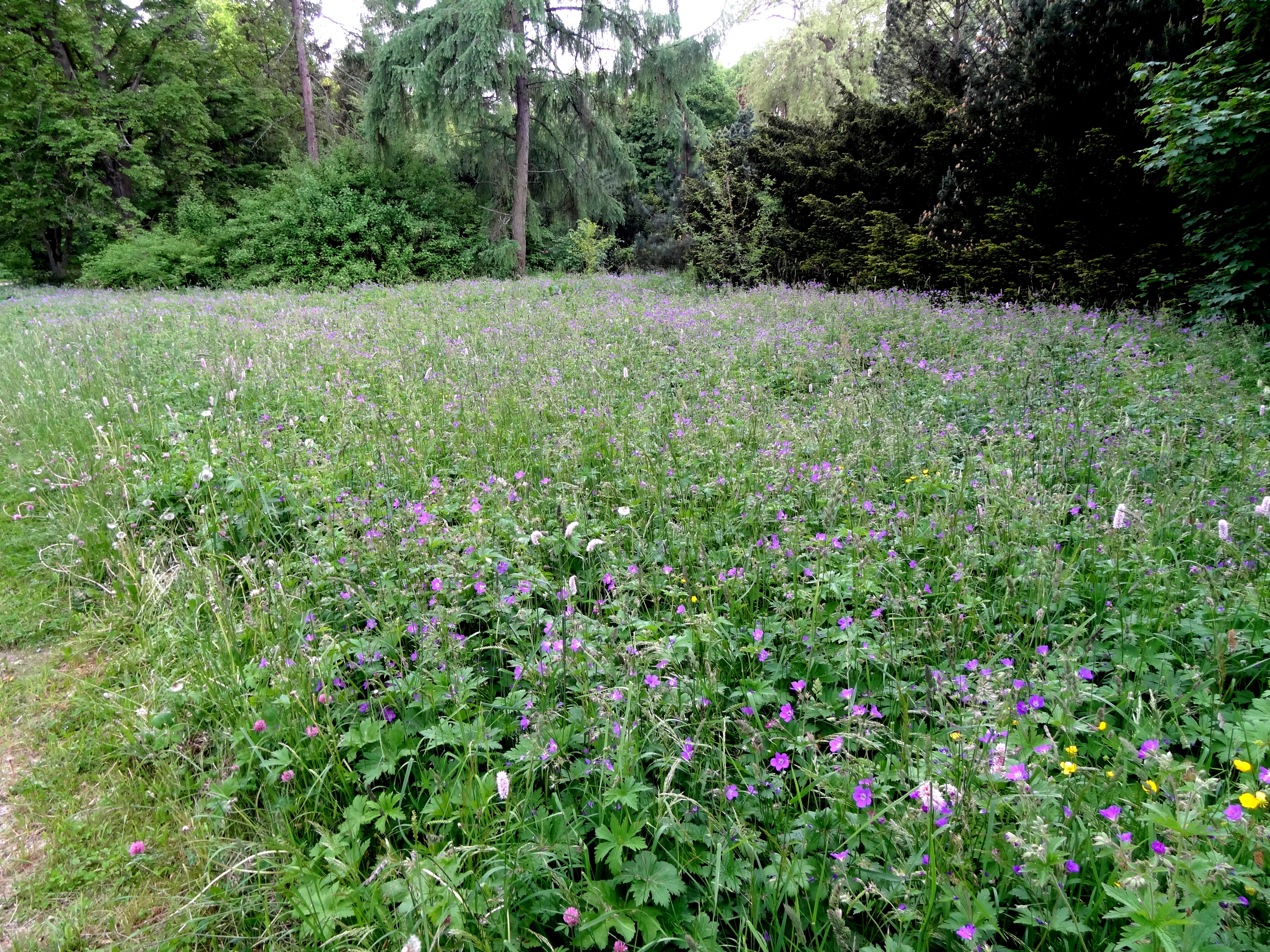
Wald-Storchschnabel in Hof

Im Fichtelgebirge entspringt die Saale inmitten ausgedehnter Wälder. Diese bilden den Lebensraum für geschützte Pflanzenarten wie Arnika, Busch-Nelke, Froschkraut, Türkenbund und Wacholder.
Im Thüringisch-Fränkischen Mittelgebirge passiert der Fluss hinter Hof die weitgehend entwaldete Münchberger Hochfläche mit ihren Fichten-Monokulturen und trennt im weiteren Verlauf das Vogtland, das in dieser Gegend gering bewirtschaftet wird, am rechten Ufer vom Frankenwald am linken. Für den Frankenwald ist nachgewiesen, dass er Ende des 19. Jahrhunderts fast vollständig abgeholzt war. Heute ist die Fichte, die zum Teil in Monokulturen vorkommt, der sichtbarste Vertreter der Flora.
Fichten-Kieferngewächse prägen auch das Obere Saaletal in Thüringen mit seinen bewaldeten Kerbtälern. Die Erschwernis für landwirtschaftliche Nutzung förderte die Entstehung autochthoner Nadelwälder und naturnaher Laubwälder.
Im Naturpark Schiefergebirge bestimmen Kiefern und Fichten das Bild. Er ist zu über 80 % bewaldet. Bodensaure Eichen-Birken-Kiefern-Mischwälder repräsentieren als Restflächen die natürliche Bewaldung ohne forstwirtschaftlichen Hintergrund.
Das Mittlere Saaletal hat sich durch menschliche Einflüsse stark verändert. Altwässer und weidengesäumte Auen bestehen nur noch an wenigen Stellen und die Saale-Kaskade bewirkt eine gleichmäßige Wasserführung der Saale ohne regelmäßige Überflutungen. Es dominiert der Ackerbau.
Entlang der Mittleren Saale kennzeichnen Mischwälder mit starkem Rotbuchenbestand das Einzugsgebiet des Flusses, dieses Vegetationsbild ist der am häufigsten anzutreffende Naturraum Deutschlands.
Zwischen Saalfeld und Dornburg-Camburg, vor allem bei Jena, sind auf Muschelkalkhängen gedeihende Mager-, Halbtrocken- und Trockenrasen landschaftsprägend, die sich bis auf die angrenzenden Hochflächen erstrecken. Auf ihnen siedeln im Raum Jena wilde Orchideen- und Sommerwurz-Arten. Eine Form der Klappertöpfe (Rhinanthus) existiert außerhalb Südeuropas nur an diesem Standort. An den südlichen Berghängen vertreibt gegenwärtig die neobiotische Schwarzkiefer die angestammte Flora.

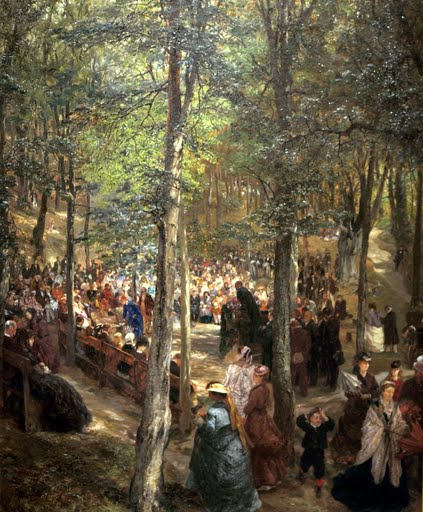
Buchenhalle

Im Weinanbaugebiet Saale-Unstrut im südlichen Sachsen-Anhalt wird vorrangig die Rebsorte Müller-Thurgau kultiviert, es folgen die Sorten Weißer Burgunder und Silvaner. Aus Österreich kommend, gelangte der Silvaner um das Jahr 1670 in die Region und dominierte lange Zeit den lokalen Weinbau.
In der Saale-Elster-Aue herrschen Feldulmen und Gebüsche vor, unter anderem Weißdorne, Schlehdorn und Holunder.
In der Region um Halle treffen Umweltverschmutzung durch Stäube und Aschen aus industriellen und privaten Quellen und die Nachteile einer anthropogenen Eutrophierung in Folge intensiver landwirtschaftlicher Düngung aufeinander, notgedrungen reicherten die Böden im 20. Jahrhundert übermäßig Kalk, Schwefel und Salz an. Dennoch beherbergt die Flora einige in Deutschland seltene Pflanzenarten wie die Schmalblütige Traubenhyazinthe, das Hohe Veilchen und den Illyrischen Hahnenfuß. Erfolgreichste invasive Pflanze im Stadtgebiet Halle ist der Flieder.

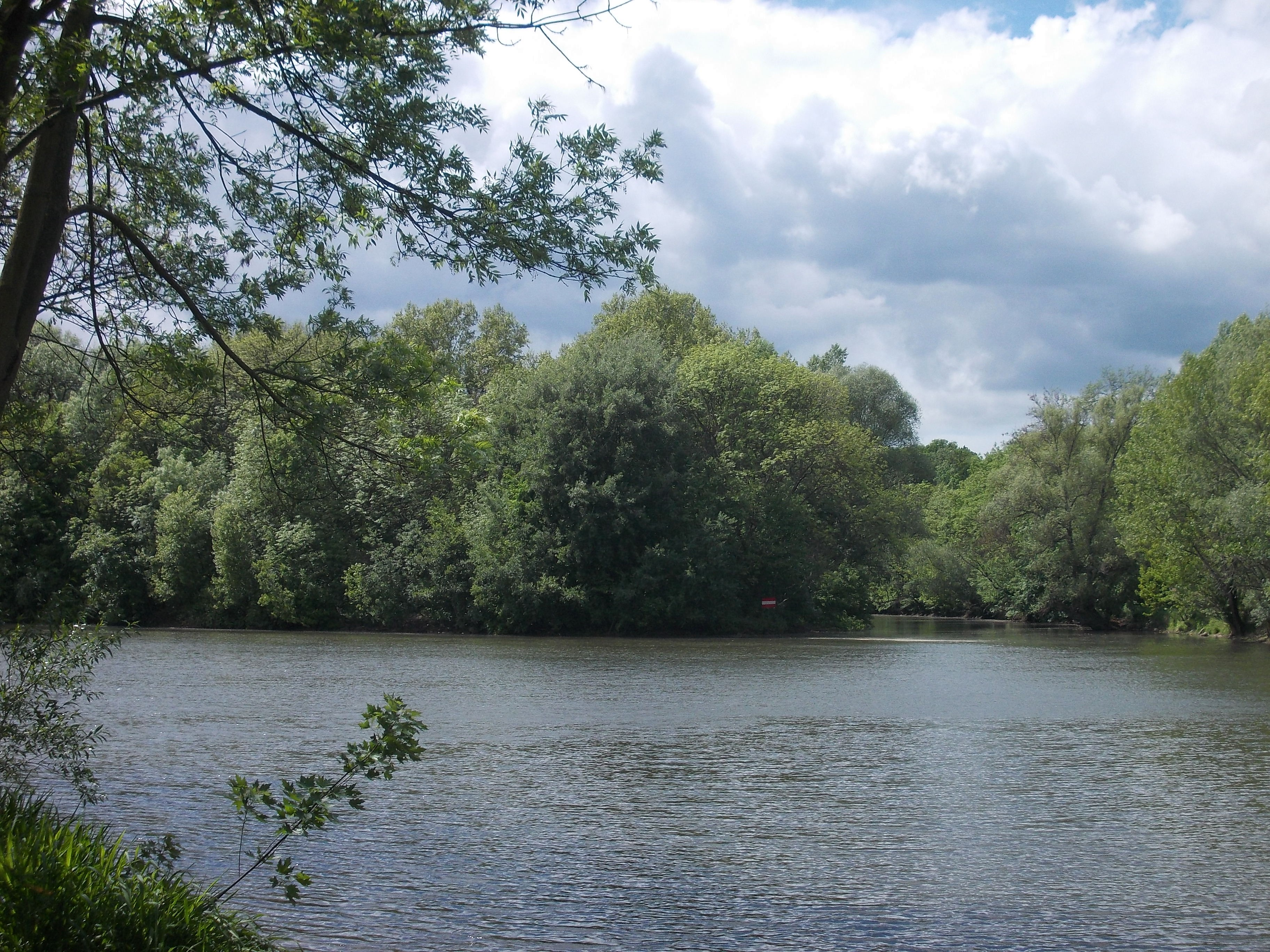
Laubmischwald auf der Peißnitzinsel

Im Naturschutzgebiet Bergholz bietet eine niederschlagsarme Lösslandschaft die Lebensgrundlage für Traubeneichen, Hänge-Birken und Winterlinden, daneben die üblichen Buchenarten. Das Gebiet ist vom Eichensterben betroffen und grenzt an intensiv landwirtschaftlich genutzte Flächen. In den Auenwäldern zwischen Halle und Bernburg gedeihen neben Baum- und Straucharten Buschwindröschen, Gelbes Windröschen, Lerchensporne oder Sumpfdotterblume. Die Trockenstandorte sind bedeckt von Federgras, Perlgras, Frühlings-Adonisröschen, Wiesensalbei.
Im Salzlandkreis mit den Städten Bernburg, Nienburg und Calbe verfügt die Saale zwar über Räume zur Überflutung und gepflegte Naherholungsgebiete, die Flussauen sind jedoch in Relation zu den potenziellen Überschwemmungsflächen, die der Ackerbau beansprucht, sehr schmal.

## Fauna
Anglerverbände bezeichnen den Fischbestand der Saale als reich und vielfältig.

## Gemeinden entlang der Saale
Von der Quelle zur Mündung.

### Bayern

Saale in Hof-Unterkotzau

Zell – Sparneck – Weißdorf – Schwarzenbach an der Saale – Oberkotzau – Hof – Köditz – Töpen – Berg – Issigau

### Thüringen
Hirschberg – Rosenthal am Rennsteig – Bad Lobenstein – Saalburg-Ebersdorf – Schleiz – Eßbach – Ziegenrück – Drognitz – Hohenwarte – Kaulsdorf – Saalfeld – Rudolstadt – Uhlstädt-Kirchhasel – Orlamünde – Freienorla – Großeutersdorf – Kleineutersdorf – Kahla – Großpürschütz – Schöps – Rothenstein – Jena – Neuengönna – Dornburg-Camburg – Großheringen

### Sachsen-Anhalt

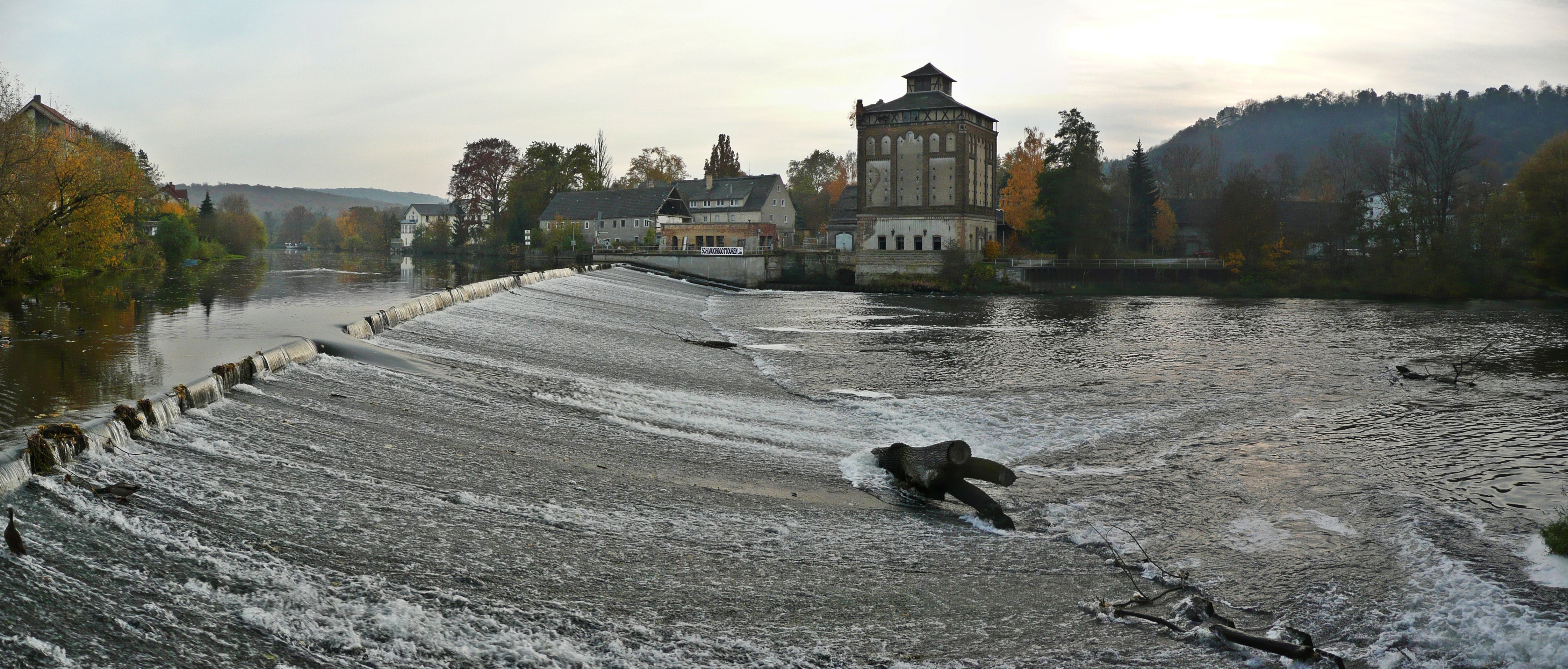
Die Saale in Bad Kösen

Molauer Land – Naumburg – Schönburg – Goseck – Weißenfels – Lützen – Bad Dürrenberg – Leuna – Merseburg – Schkopau – Teutschenthal – Halle – Wettin-Löbejün – Salzatal – Gerbstedt – Könnern – Alsleben – Plötzkau – Bernburg – Nienburg – Calbe – Barby
Von der Landesgrenze Thüringen/Sachsen-Anhalt aus fließt die Saale an folgenden Orten vorbei:

## Sehenswürdigkeiten und Bauwerke

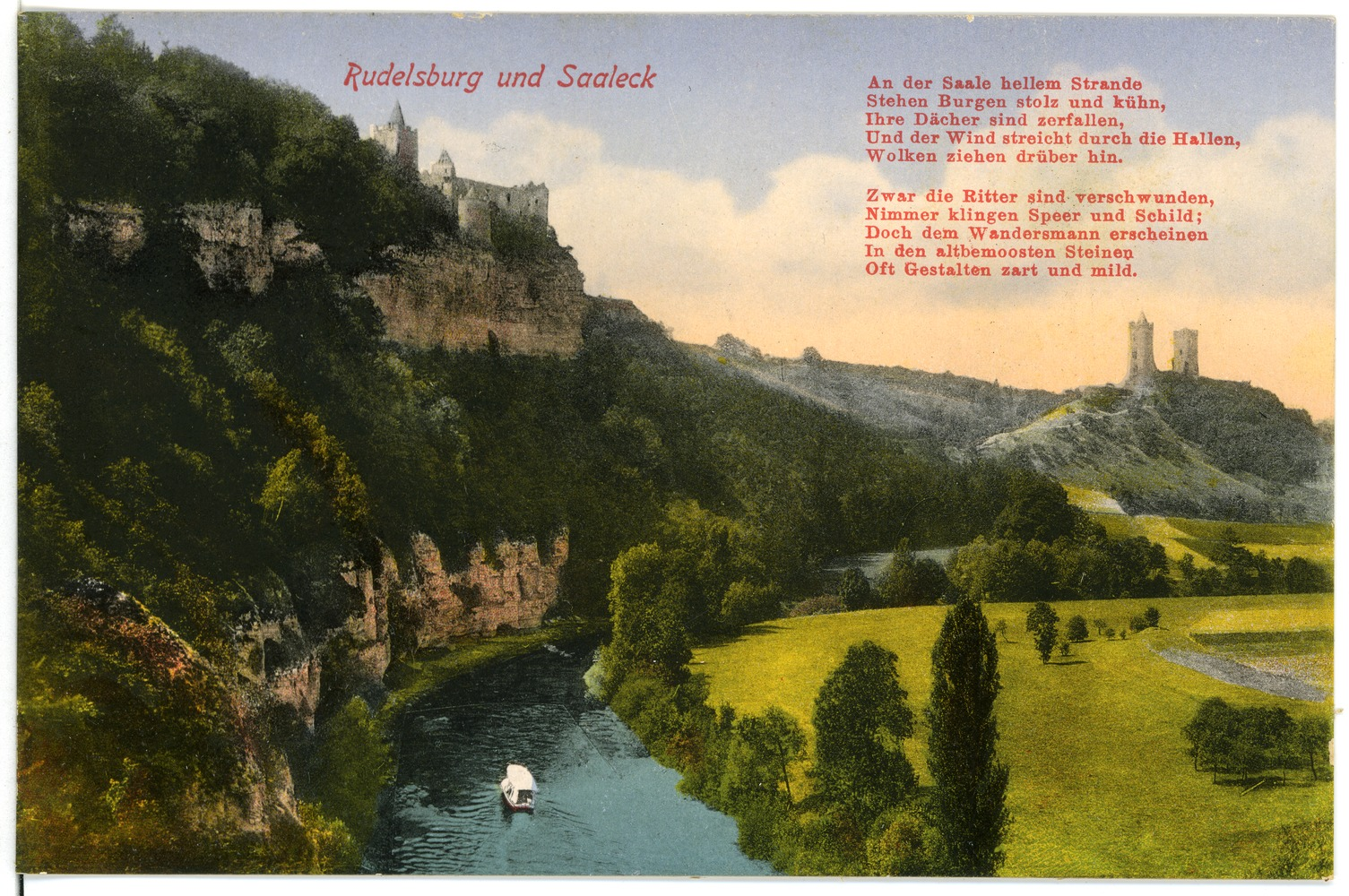
Rudelsburg und Burg Saaleck bei Saaleck (Naumburg) – dort entstand das romantische Lied „An der Saale hellem Strande“ „...stehen Burgen stolz und kühn...“ (Postkarte von 1913, Brück & Sohn Kunstverlag)

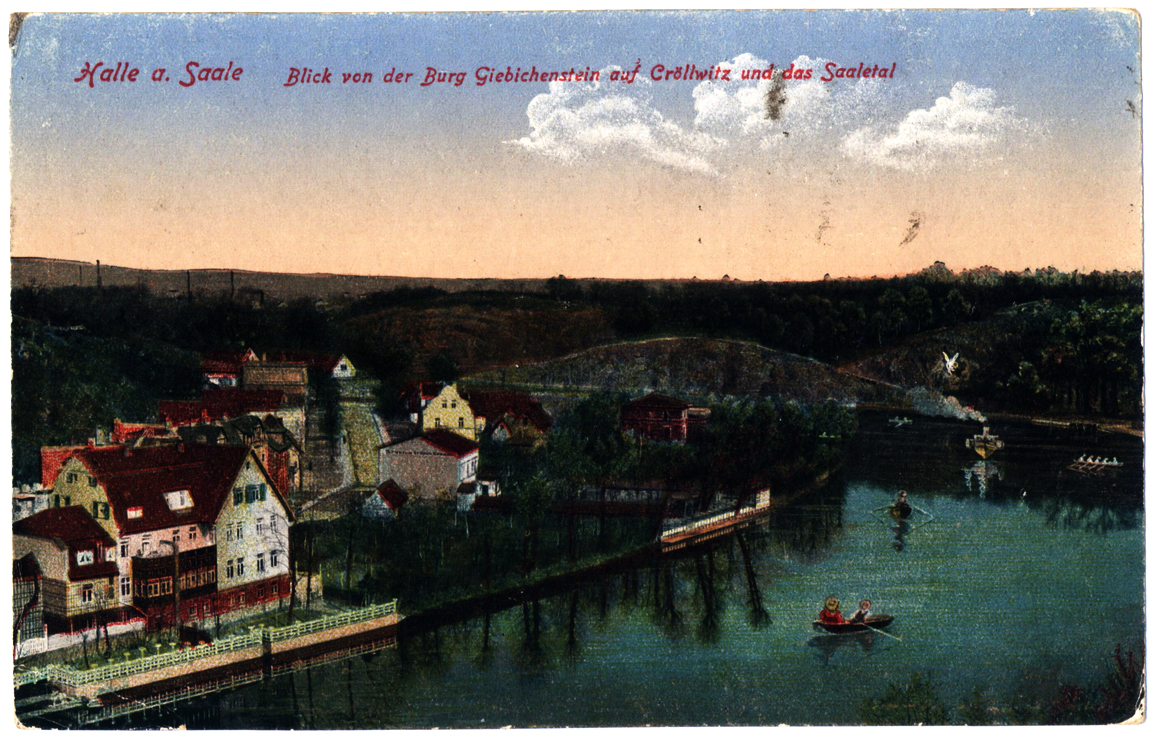
Historische Grußkarte mit Blick von der Burg Giebichenstein auf die Saale

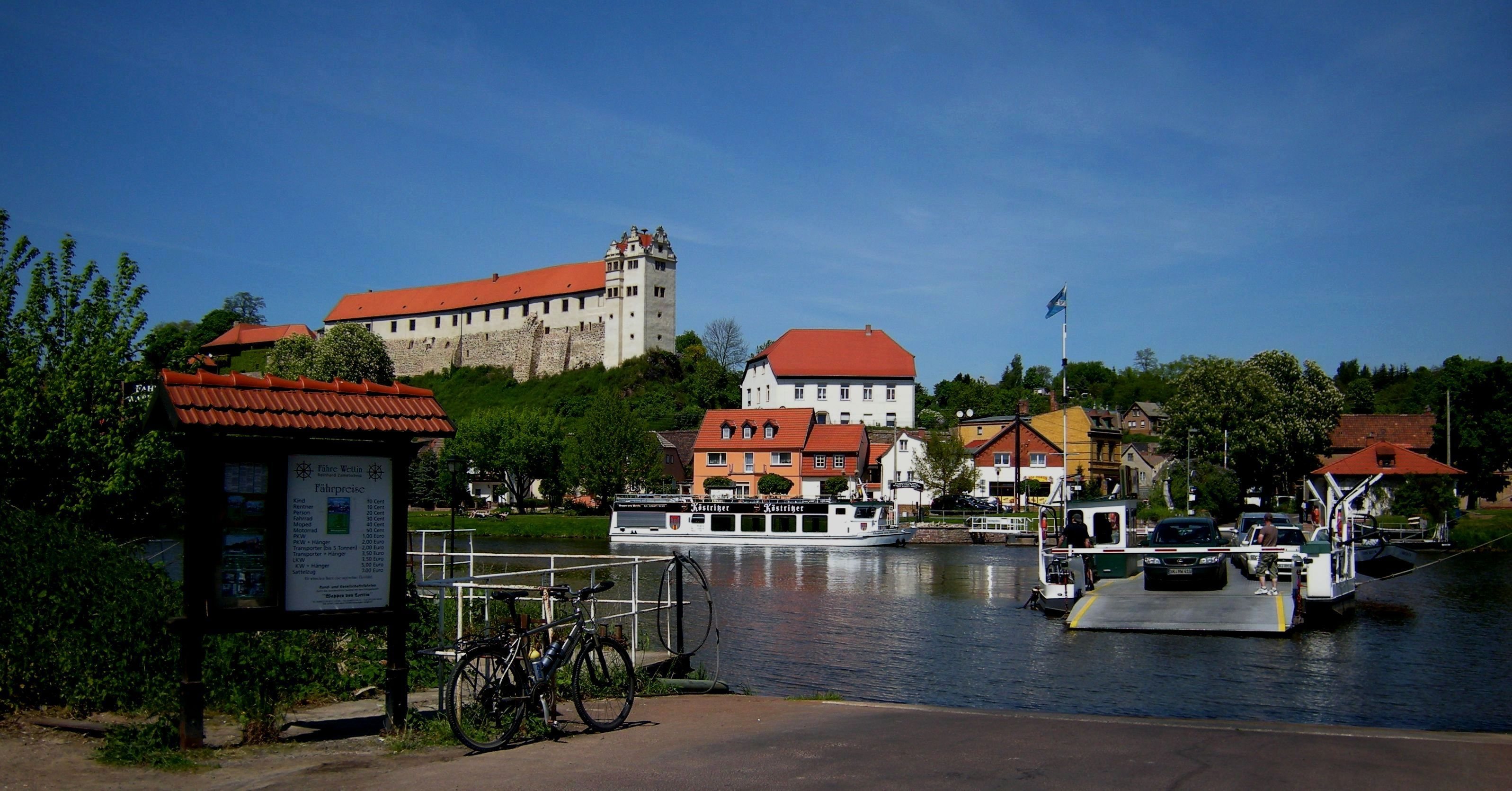
Burg Wettin

An der Saale mit ihrem Nebenfluss Unstrut liegt das Weinbaugebiet Saale-Unstrut. Entlang des Flusses verläuft der Fernradweg Saale-Radweg. Vor allem im Ober- und Mittellauf ist der Radweg radtouristisch anspruchsvoll. Die Via Regia folgt streckenweise dem Lauf der Saale.
Mit ihren oft hoch aufragenden Hängen fließt die Saale unter anderem an der Labyrinthruine am Schloss Burgk, an der Heidecksburg bei Rudolstadt, der Leuchtenburg in Seitenroda, der Kunitzburg (zu Jena), den Dornburger Schlössern, der Burg Saaleck, der Rudelsburg bei Bad Kösen, der Burg Schönburg, am Schloss Goseck, am Schloss Neu-Augustusburg in Weißenfels, an der Burg Giebichenstein am Saaledurchbruch in Halle und am Schloss Bernburg vorbei. In Halle liegt zudem die Moritzburg am Ufer des Mühlgrabens, einem Seitenarm des Flusses.
Nördlich von Halle passiert der Fluss die Burg Wettin. Sie ist die Stammburg der Wettiner, die zwischen dem  Thüringisch-hessischen Erbfolgekrieg von 1264 und dem Ende der Monarchie im Jahr 1918 die Herrschaft über den Großteil von Thüringen (Ernestiner) ausübten sowie von 1423 bis 1918 sämtliche Kurfürsten und Könige von Sachsen stellten.

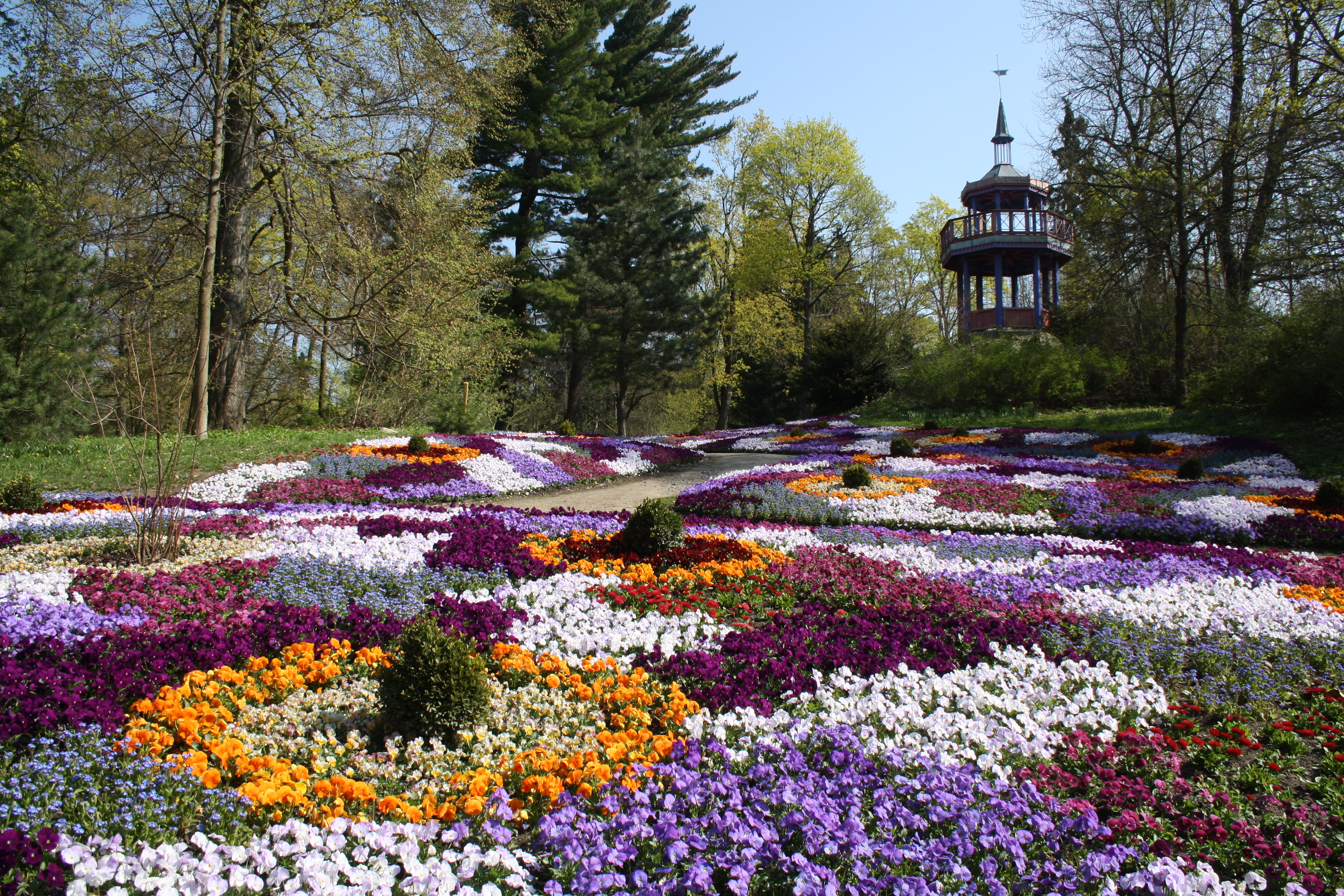
Bürgerpark Theresienstein in Hof

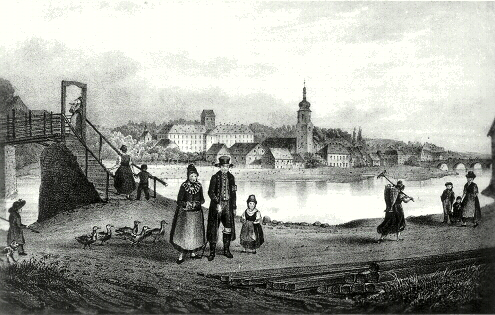
Julius Fleischmann: Die malerischen Ufer der Saale 1844–1848

Zwischen Thüringen und Bayern liegt die Autobahnbrücke Rudolphstein. In Folge der deutschen Teilung führt eine Richtungsfahrbahn der A9 auf einer Konstruktion von 1936 entlang und die andere auf einer Konstruktion von 1996.
Zwischen Saalfeld und Naumburg ist das Saaletal eine bedeutende Verkehrsader. Wegen der Enge im Tal müssen die Verkehrswege dort häufig die Flussseite wechseln. Entlang dieses Flussabschnitts verlaufen beispielsweise die Bundesstraße 88 und die Eisenbahnstrecke der Saalbahn. Allein die Thüringer Bahn quert im engen Saaletal achtmal über Brücken den Fluss.
Ein besonderes Baudenkmal ist die Fußgänger-Hängebrücke bei Klein- und Großeutersdorf, kurz vor Jena. Die sogenannte „Schaukelbrücke“ (erbaut 1908) ist in ihrer Art einmalig in Europa.
Die Saalebrücke Bad Kösen von 1892 mit ihren charakteristischen Türmchen auf den Brückenpfeilern ist ebenfalls ein touristischer Anziehungspunkt.
Südlich von Halle überspannt die Eisenbahn-Neubaustrecke Erfurt–Leipzig/Halle die Saale. Die Saale-Elster-Talbrücke ist seit ihrer Fertigstellung im Jahr 2013 mit einer Länge von über 8 km die längste Brücke Deutschlands.

## Bedeutung als Verkehrsweg
Die Nutzung der Saale für Güter- oder Personentransporte ist seit 981 urkundlich belegt. Ab der Unstrutmündung ist der Fluss abschnittsweise für kleine Fahrgastschiffe, ab Halle durchgehend schiffbar. Im Rahmen des Wasserstraßenausbaues Elbe/Saale wurde die Gesamtlänge durch Begradigungen in den Jahren 1933 bis 1942 von 427 km auf rund 413 km verkürzt. Von km 124,16 bei Bad Dürrenberg bis km 0,00 Mündung in die Elbe (bei km 290,78) ist die Saale eine Bundeswasserstraße, für die das Wasserstraßen- und Schifffahrtsamt Magdeburg zuständig ist.
Von Bad Dürrenberg bis oberhalb des Hafens Halle-Trotha ist die Saale als Wasserstraßenklasse I ausgewiesen, von dort bis zur Elbe der Klasse IV. Im Bundesverkehrswegeplan 2030 wurde die Saale in die unterhalb der Kategorien A bis C liegende Kategorie „außerhalb des Kernnetzes“ (< 0,6 Mio. t/a) eingeordnet. Im auf Grundlage des Bundesverkehrswegeplans erlassenen Bundeswasserstraßenausbaugesetz ist der Ausbau der Saale und des Saalekanals nicht enthalten. Auf der Saale findet seit Jahren kein Frachtverkehr mehr statt. Im Jahr 2018 wurde im Hafen Halle der Güterumschlag auf das Binnenschiff für beendet erklärt und der Hafen seitdem nur noch als Containerterminal zum Umschlag zwischen Straße und Schiene betrieben. In Bernburg, Halle, Merseburg und Bad Kösen gibt es Reedereien, die kleine Fahrgastschiffe fahren lassen, meist nur auf einzelnen staugeregelten Abschnitten der Saale.
Der 1933 begonnene Bau des für die Fluss-Schifffahrt vorgesehenen Elster-Saale-Kanals, der bis nach Leipzig führen sollte, wurde nie vollendet. Seine Bezeichnung geht auf einen Mitte des 19. Jahrhunderts gebauten, von der Elster ausgehenden Kanal von 2,5 km Länge zurück. Das fertiggestellte und 1939 geflutete Teilstück von 11 km Länge in den Bundesländern Sachsen-Anhalt und Sachsen heißt seit 1999 amtlich Saale-Leipzig-Kanal (SLK) und zählt zu den „sonstigen Bundeswasserstraßen“.
Ein weiteres, nicht vollendetes Kanalprojekt ist der Mittelkanal bei Merseburg.

### Flussausbau
Nach dem Widerstand von Umweltgruppen ist ein Staustufenbau im Unterlauf der Saale aufgegeben worden, stattdessen ist zurzeit ein Schleusenkanal bei Tornitz, der sogenannte Saalekanal, in Planung.

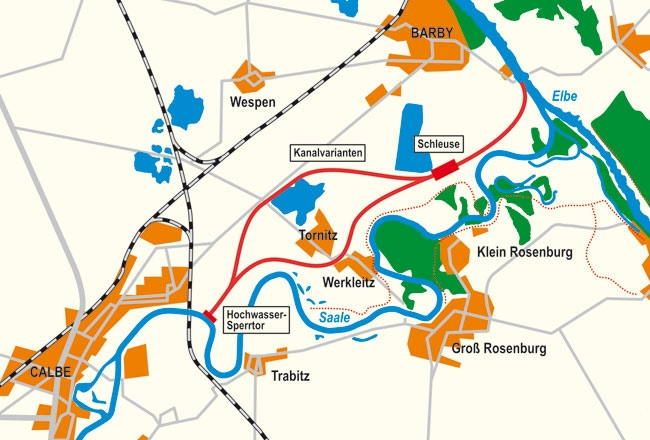
Karte des geplanten Saalekanals

### Kritik am geplanten Flussausbau
Auch der geplante Saalekanal wird von Umweltverbänden, insbesondere dem BUND, Teilen der Linkspartei und Bündnis 90/Die Grünen abgelehnt. Eine Studie der Martin-Luther-Universität Halle-Wittenberg kommt zu dem Schluss, dass „den veranschlagten Investitionskosten von 72,6 Millionen Euro (…) keine adäquaten Nutzenerwartungen“ gegenüberstehen. Das Umweltforschungszentrum Leipzig-Halle und der Bund der Steuerzahler fordern deswegen, das Bauvorhaben zu streichen.
Die veranschlagten Kosten sind von den ursprünglich erwarteten 72,6 Millionen auf mittlerweile 100 Millionen Euro gestiegen, weshalb der Saalekanal in den Medien oft kritisiert wurde. Gegen den Ausbau der Elbe und die ökologischen Folgeschäden demonstrieren jedes Jahr tausende Menschen entlang der gesamten Elbe.
Dagegen argumentiert der Verein zur Hebung der Saaleschifffahrt (VHdS) mit Befragungsergebnissen von Unternehmen der Region, die von einem möglichen Transportpotenzial von mehr als zwei Millionen Tonnen pro Jahr ausgehen. Auch hält der VHdS die bis 2010 durch den Bund für die Elbe geplanten Unterhaltungsmaßnahmen zur Gewährleistung einer Fahrtiefe von Hamburg bis Dresden von 1,60 Metern für den Erfolg des Projektes für dringend erforderlich.

### Brücken und Fähren über die Saale

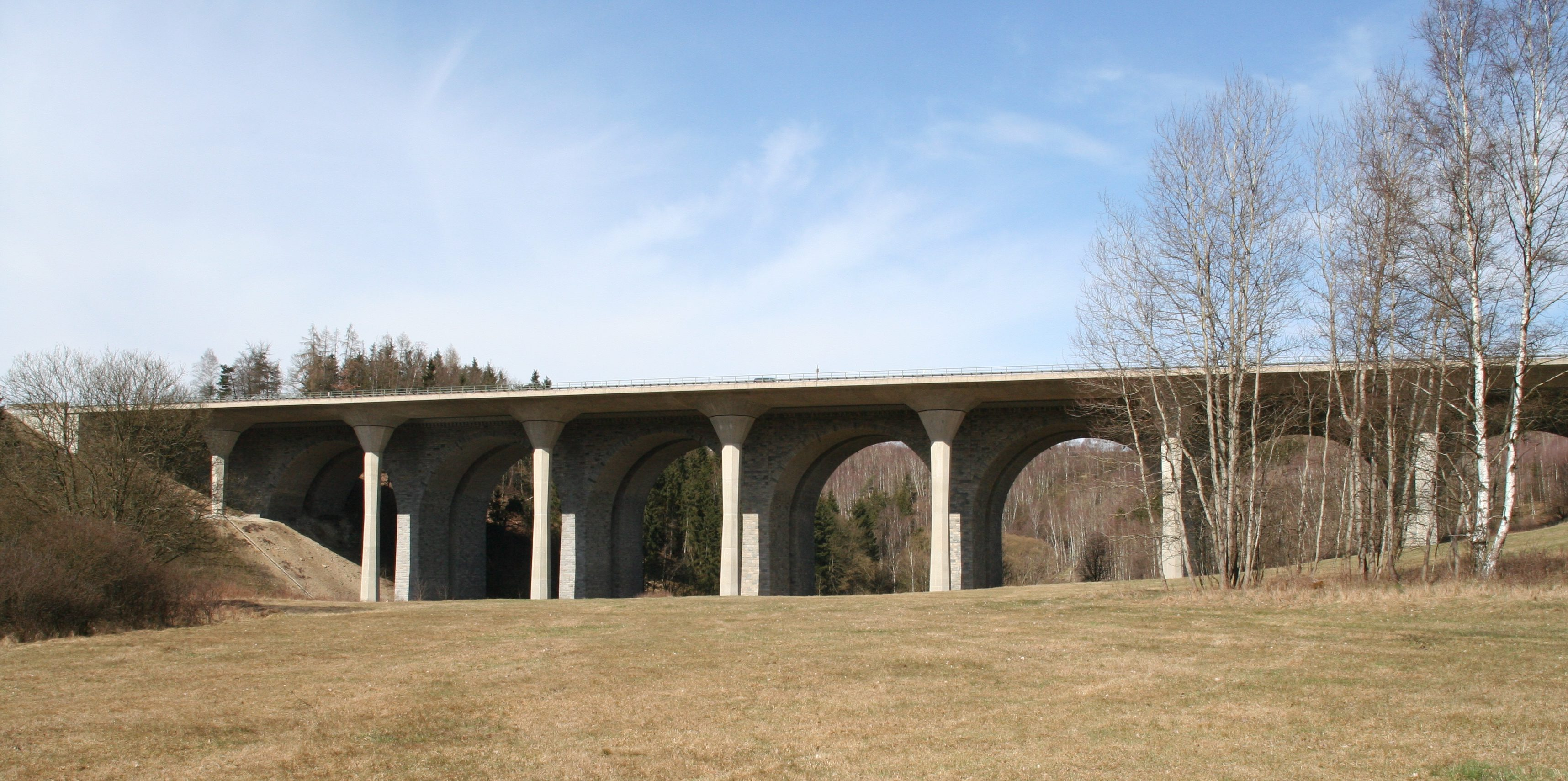
Saalebrücke Rudolphstein, auch Brücke der Deutschen Einheit

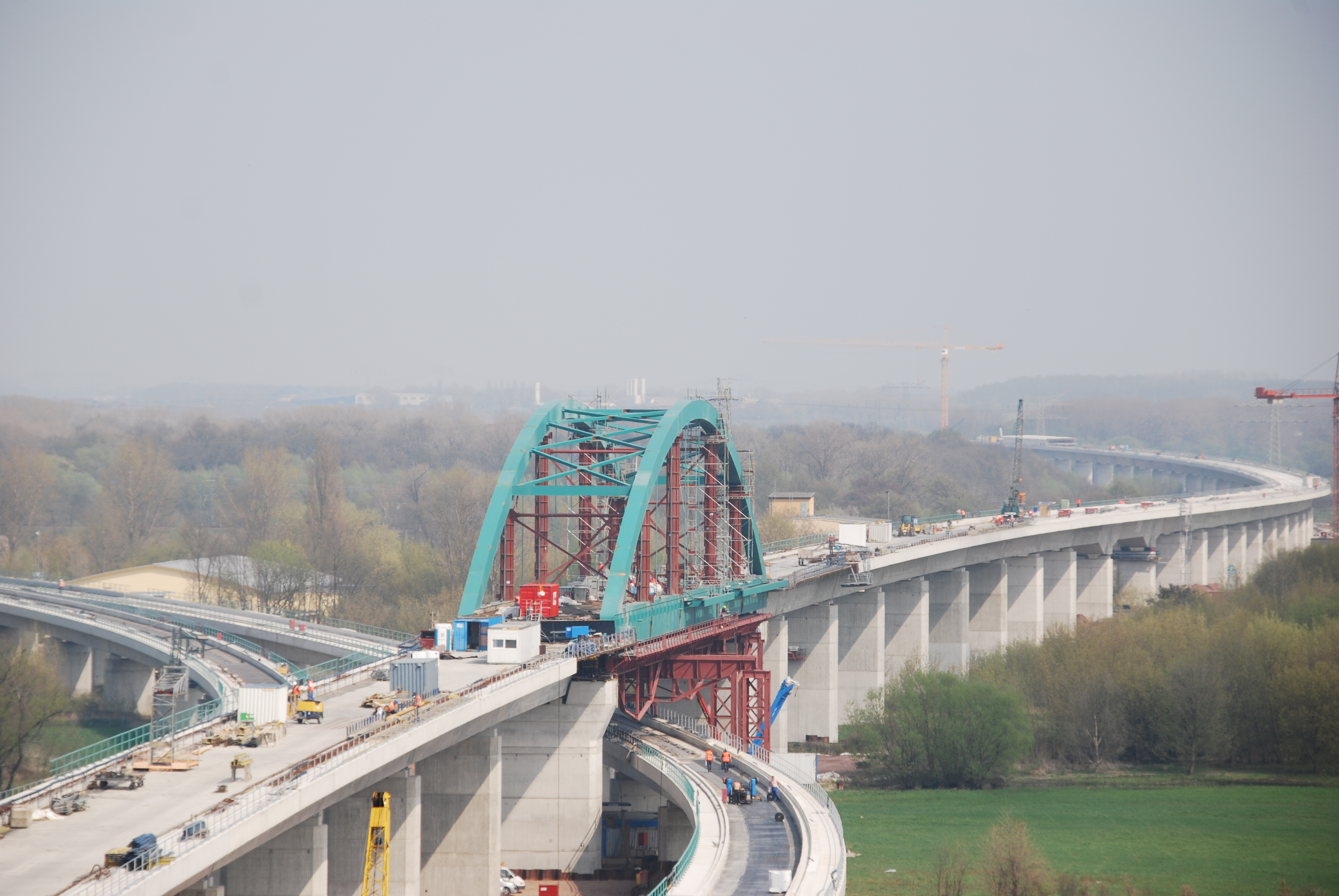
Saale-Elster-Talbrücke während des Baus (2013)

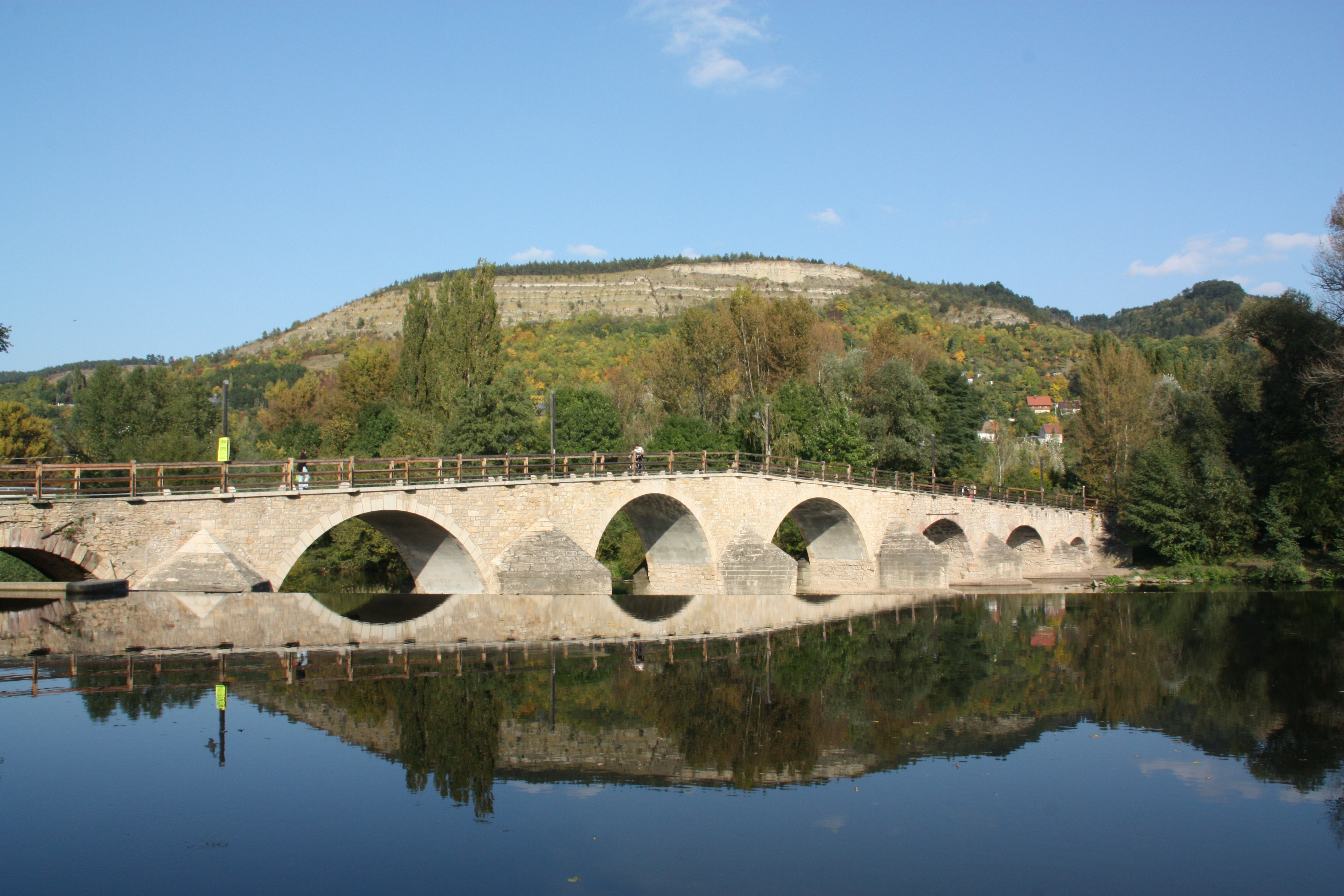
Alte Burgauer Brücke

Zu den größten Straßenbrücken gehören die Saalebrücke der A 72 bei Hof, die Saalebrücke Rudolphstein der A 9 über die ehemalige innerdeutsche Grenze, die Saaletalbrücke Jena der A 4, die Saalebrücke Schkortleben der A 38 und die Saalebrücke Beesedau der A 14.
Mit der Saale-Elster-Talbrücke überspannt bei Halle (Saale) das größte Brückenbauwerk Deutschlands und die längste Fernbahnbrücke Europas die Saale.
An historisch wertvollen Brücken sind die Alte Saalebrücke Jena-Burgau, die Camsdorfer Brücke, die Kunitzer Hausbrücke, die Carl-Alexander-Brücke in Dorndorf-Steudnitz und die Saalebrücke Bad Kösen hervorzuheben.
Über die Saale führen folgende Fähren (flussabwärts):
- die Autofähre an der L 1100 zwischen Altenroth und Linkenmühle
- die Gierseilfähre zwischen Brachwitz (Fährstr.) und Bad Neuragoczy (Alte Dorfstr.)
- die Kettenfähre an der Landesstraße 156 in Wettin
- die Gierseilfähre an der Landesstraße 155/157 in Rothenburg
- die Motorfähre Einheit in Bernburg[44]
- die Gierseilfähre zwischen Calbe (Saale) und Gottesgnaden
- die Gierseilfähre an der Kreisstraße 1243 in Groß Rosenburg

### Schleusen der Saale
Zur Gewährleistung der Schiffbarkeit der Saale gibt es im Unterlauf zahlreiche Schleusen: Die Liste der Schleusen der Saale führt alle vorhandenen und nichtvollendeten Schleusen im Verlauf des Flusses und in den zur Verbesserung der Schifffahrt beziehungsweise aus hydrologischen Gründen künstlich angelegten und kanalartigen, saalewasserführenden Seitenarmen auf.

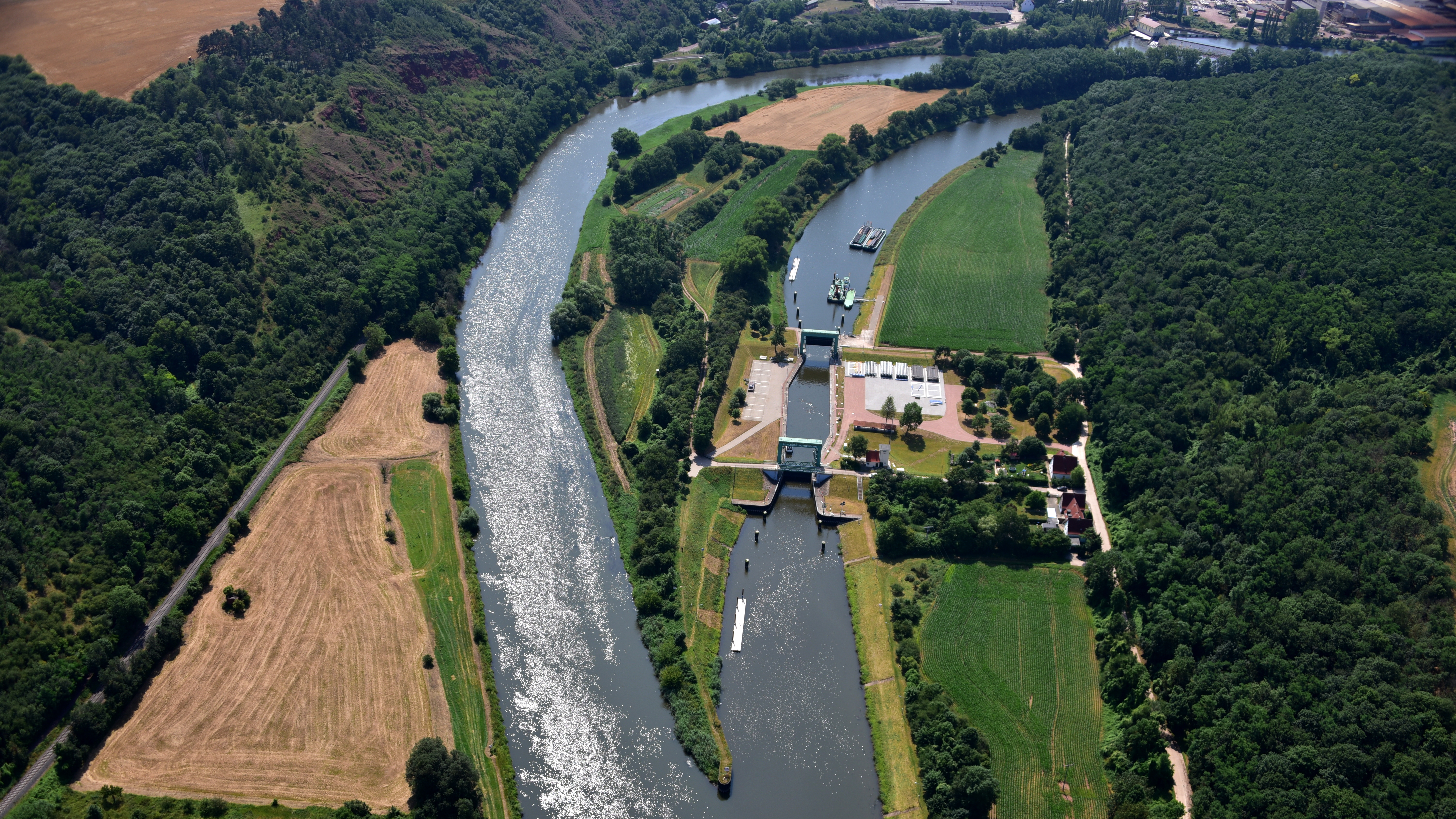
Schleuse Rothenburg, Luftaufnahme (2017)
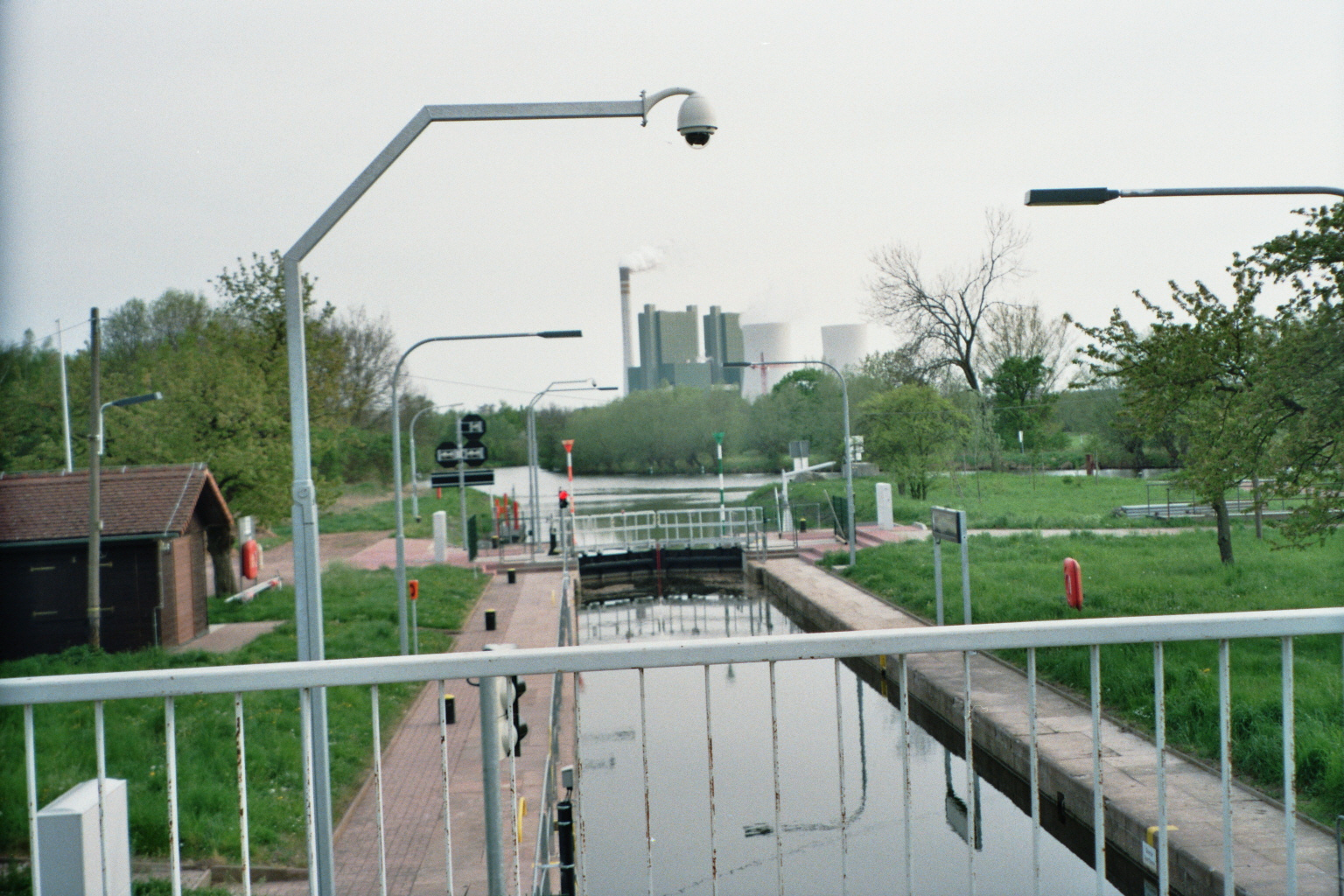
Schleuse Planena, im Hintergrund das Kraftwerk Schkopau
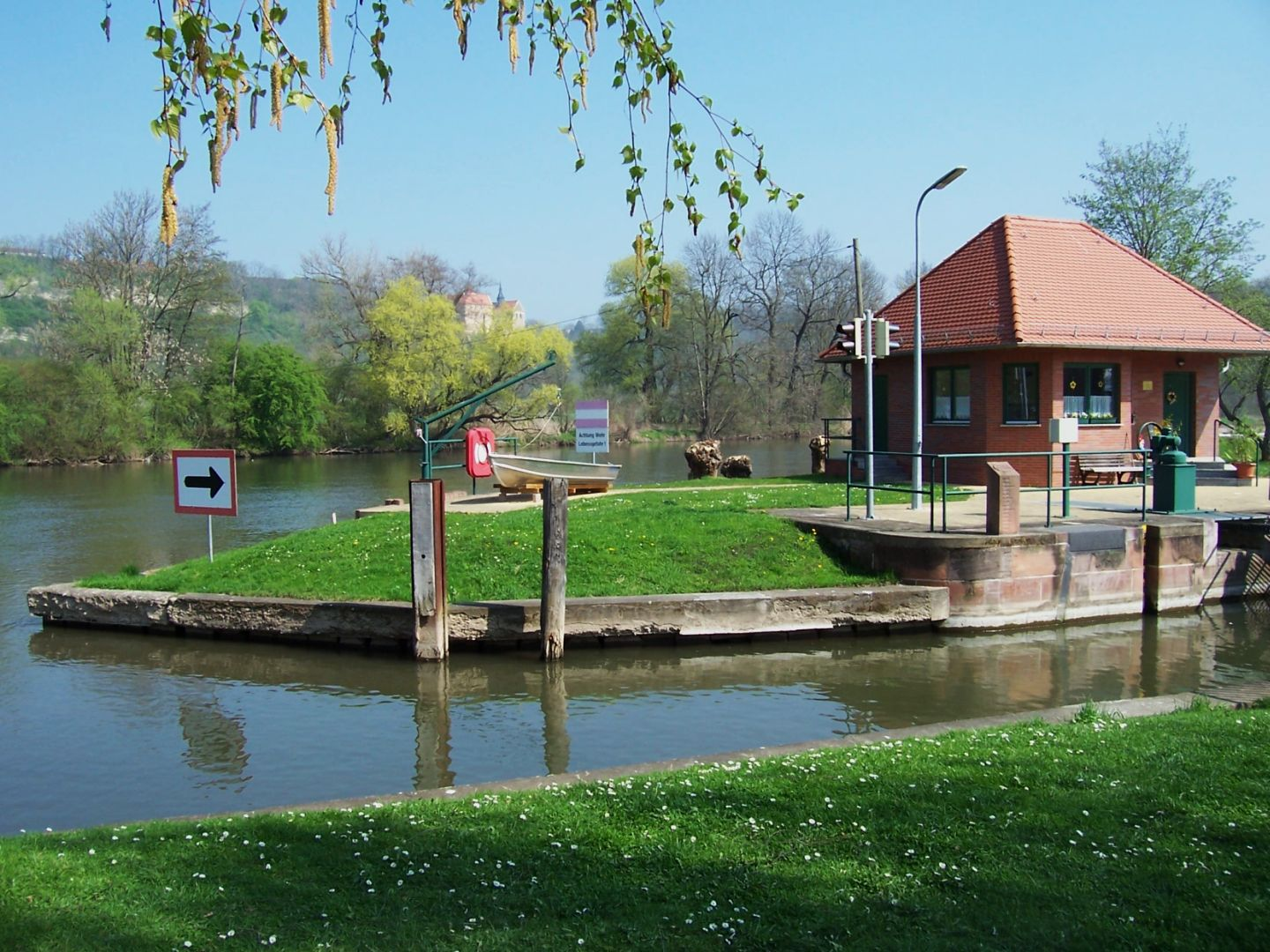
Oeblitzschleuse zwischen Schönburg und Leißling, im Hintergrund Schloss Goseck

### Binnenhäfen der Saale
- Hafen Halle (Saale), Ortsteil Trotha, kein Güterumschlag auf das Schiff mehr
- Sophienhafen Halle (Saale), nicht mehr in Betrieb

## Nebenarme
Im gesamten Lauf des Flusses sind über die Jahrhunderte immer wieder auch Nebenarme entstanden. Die Stadt Halle wird von den Nebenarmen Elisabeth-Saale und Wilde Saale durchflossen.

## Hochwasser
Für die Stadt Halle (Saale) wurden die Hochwasser zwischen 1559 und 1958 vom halleschen Geographen Gerhard Zinke untersucht. Über zehn Meter stieg der Pegel demnach am 2. März 1595 (10,15 m), am 24./25. Februar 1799 (10,12 m) und am 24./25. November 1890 (10,10 m). Zehnmal wurde die Neun-Meter-Marke überschritten.
In Thüringen gelten folgende Hochwasser der letzten Jahrzehnte als die stärksten:
- April 1962[48]
- April 1994[48]
- Mai/Juni 2013[49]

## Wasserqualität
Im März 2017 wurden vom VSR-Gewässerschutz e. V. erhöhte Nitratwerte in der Saale festgestellt. Die Messungen fanden zwischen Kaulsdorf in Thüringen und der Mündung der Saale in Elbe statt. Die Messpunkte des Vereins wiesen zwischen 17,8 mg/l und 26 mg/l Nitrat auf. Der höchste Wert wurde in Kaulsdorf gemessen. Die Saale überschreitet überall den Nitratwert, den Flüsse an ihrer Mündung in die Nordsee haben sollen. Dieser soll laut Oberflächengewässerverordnung nicht mehr als 12,3 mg/l Nitrat betragen. Der Verein macht große, intensiv bewirtschaftete Ackerflächen sowie fehlende Auen und Naturschutzgebiete für die hohe Belastung verantwortlich. Er fordert stärkere Renaturierungsmaßnahmen, um den Nitratwert in der Saale zu senken.